# Robert Blum

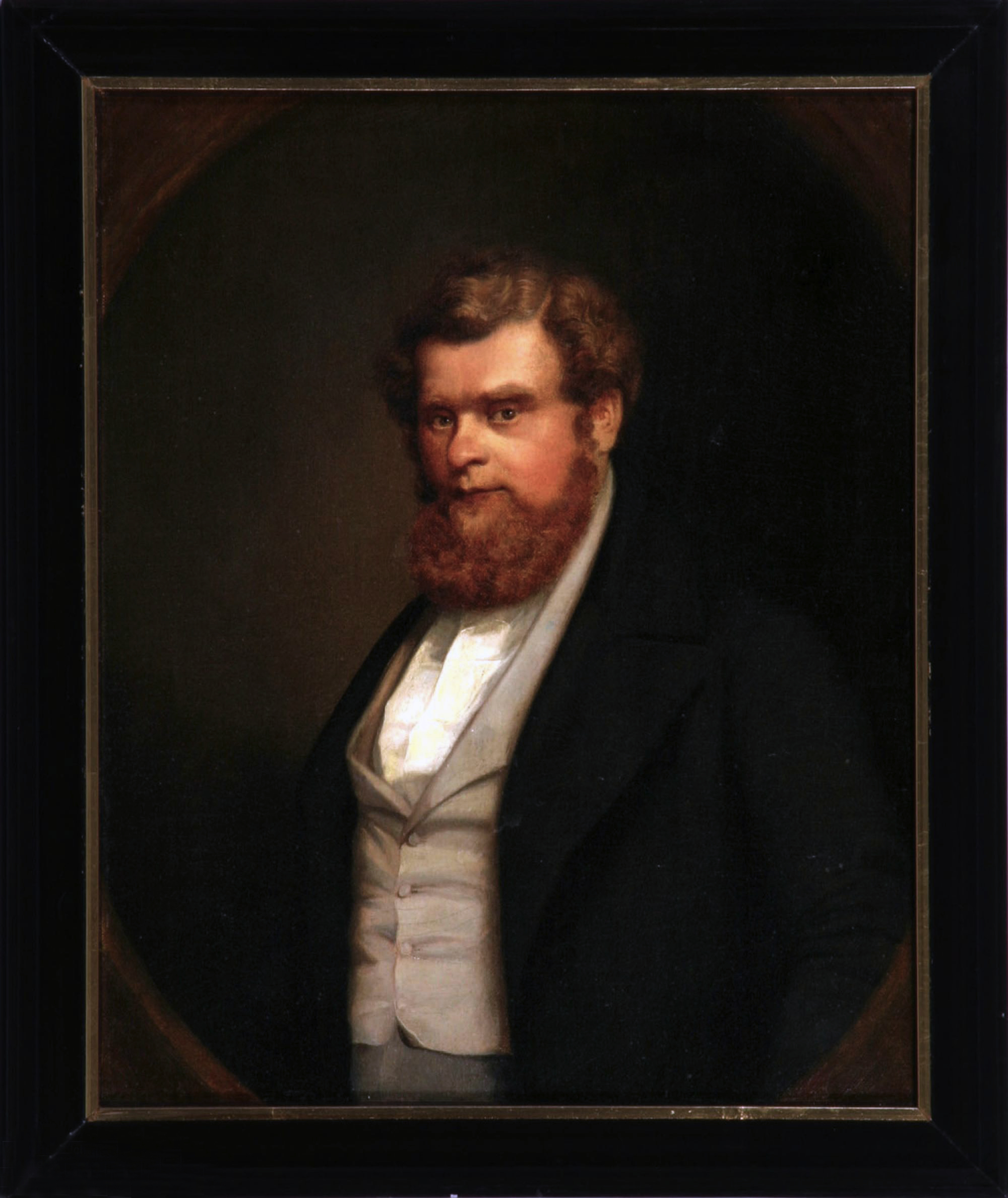
Robert Blum, Gemälde von August Hunger, zwischen 1845 und 1848

Robert Blum (* 10. November 1807 in Köln; † 9. November 1848 in der Brigittenau bei Wien) war ein deutscher Politiker, Publizist, Philhellene, Verleger und Dichter in den Jahren vor und während der Revolution von 1848. Er stammte aus der Unterschicht und hatte sich zum Teil autodidaktisch weitergebildet. Auch war er eine führende Persönlichkeit der liberalen und nationalkirchlichen Bewegung des Deutschkatholizismus.
Blum war Abgeordneter in dem als Folge der Revolution entstandenen ersten demokratisch gewählten gesamtdeutschen Parlament, der Frankfurter Nationalversammlung. Dort setzte er sich als einer der führenden Köpfe der Demokraten für eine republikanische Verfasstheit des deutschen Nationalstaats ein. Dabei war er auf Kompromisse mit dem linken Flügel der Liberalen ebenso bedacht wie auf einen strikt demokratischen Kurs.
Allgemein war sein politisches Handeln eher von den situationsgegebenen Erfordernissen bestimmt als von einem programmatischen Kurs. Während der zweiten Revolutionsphase nahm Blum am Wiener Oktoberaufstand 1848 auf der Seite der Revolutionäre an der Verteidigung Wiens gegen die kaiserlich-österreichischen Truppen teil und wurde nach der Niederschlagung des Aufstands nach einem Standgerichtsurteil hingerichtet.

## Leben

### Herkunft, Lehre und Gesellenjahre 1807–1830
Robert Blum wurde am 10. November 1807 in Köln als Sohn Engelbert Blums und des früheren Dienstmädchens Maria Katharina Brabender in der Fischmarktstraße 1490 geboren. Er hatte zwei jüngere Geschwister, Johannes und Margarete. Der Vater stammte aus einer Fassbinderfamilie. Engelbert Blum führte den Beruf seines Vaters aber wegen geringer Körperkraft nicht fort und begann mit einem Theologiestudium. Dieses brach er jedoch bald ab und verdiente seinen Lebensunterhalt als Lagerhausschreiber und Aufseher in einer Stecknadelfabrik. Die Lebensverhältnisse der Familie Blum waren ärmlich. Nach einer Masernerkrankung im Alter von drei Jahren war Robert Blum neun Monate lang blind und blieb dauerhaft sehgeschädigt. Sein Vater förderte ihn nach Kräften; im Alter von vier Jahren wusste er die lateinische Messe auswendig und konnte mit sieben Jahren schon lesen, schreiben und rechnen.
1815 starb Engelbert Blum an Tuberkulose. Katharina Blum arbeitete ab diesem Zeitpunkt als Näherin. Da alle Rücklagen durch die Krankheit ihres verstorbenen Mannes aufgebraucht waren, reichte ihr Einkommen nicht aus, um den Lebensunterhalt der Familie zu sichern, weswegen sie sich erneut verheiratete. Ihr zweiter Mann war ein Rheinschiffer, der vier Kinder aus seiner ersten Ehe mitbrachte. Mit nun sieben Kindern verbesserte sich die materielle Situation der neuen Familie kaum. Die Mutter erlitt in der Folgezeit mehrere Fehlgeburten. Robert Blum übernahm teilweise die Erziehung seiner jüngeren Schwester. Auch sein Bruder Johannes starb während dieser Zeit an Schwindsucht.
1817 wurde Blum von seiner Mutter zu einem Elementarlehrer in die örtliche Pfarreischule geschickt. Blum unterrichtete zum Nebenverdienst sogar selbst an der Schule das Fach Rechnen. Anschließend wurde dem Zwölfjährigen durch ein Stipendium kurzzeitig der Besuch des Jesuitenkollegs ermöglicht. Für den weiteren Besuch einer Schule fehlte jedoch das Geld. Blum war ein fleißiger und erfolgreicher Schüler. In seinem späteren Leben äußerte er oft Bedauern darüber, dass er seine Schullaufbahn vorzeitig abbrechen musste.
Nachdem er die Schule verlassen hatte, begann Blum eine Goldschmiedeausbildung, die er wegen Gesichtsschwäche (so die Begründung im Abschlusszeugnis – gemeint ist seine Sehschwäche) nach einem Dreivierteljahr abbrechen musste. Hauptsächlich hatte ihm sein Meister berufsfremde Aufgaben aufgetragen. 1821 begann Blum eine Lehre als Gürtler, wechselte nach dem Verschwinden seines Meisters in das dem Gürtlerhandwerk ähnliche Gelbgießerhandwerk. Dort erhielt er 1825 sein Abschlusszeugnis. Die Überlieferungen für die folgende Zeit sind unklar. Blum ging auf die Walz und begann eine Arbeit bei dem Laternenfabrikanten Johann Wilhelm Schmitz. Nach Angaben von Blums Sohn Hans Blum begann Blum seine Arbeit bei Schmitz im Jahre 1827. Im 1830 von Schmitz ausgestellten Zeugnis wird jedoch angegeben, Blum habe seit sechs Jahren bei Schmitz gearbeitet, wonach der Beginn der Arbeit bei Schmitz auf 1825 (eventuell auch 1826) datiert werden müsste.
Geschäftsreisen im Auftrag von Schmitz führten Blum durch Deutschland. Er veröffentlichte eine Kurze Abhandlung über die Straßen-Beleuchtung, eine Art Werbeprospekt für seinen Arbeitgeber. Außerdem schrieb er, wie schon während seiner Wanderzeit, Reiseaufzeichnungen und bildete sich autodidaktisch fort. 1827 besuchte er Süd- und Mitteldeutschland und richtete in München die Beleuchtung für Schloss Nymphenburg ein.
Im Jahr darauf arbeitete Blum als Kontorist für die Firma Schmitz in Elberfeld. In der Folgezeit siedelte er nach Berlin über, wo er von der neuen Gesetzeslage, auch als Nichtstudent Vorlesungen besuchen zu dürfen, im Wintersemester 1829/30 an der Universität Berlin Gebrauch machte. Nebenbei veröffentlichte Blum einige Gedichte in der Berliner Schnellpost für Litteratur, Theater und Geselligkeit. 1830 wurde Blum zum Militär einberufen. Nach kurzem Dienst wurde er wegen seiner Sehschwäche entlassen. Es wird vermutet, dass er die Ausmusterung durch Bestechung des Militärarztes erreichte. Der Laternenfabrikant Schmitz, bei dem Blum nach wie vor beschäftigt war, entließ Blum wegen der schlechten Wirtschaftslage seines Unternehmens. Daraufhin zog Blum zu Fuß zurück in seine Heimatstadt Köln und wohnte wieder bei seiner Familie.

### Theater und Schriftstellerei 1830–1847

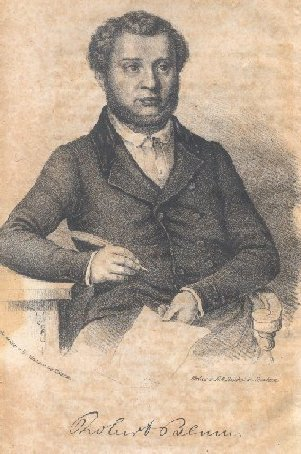
Robert Blum, Lithographie 1848

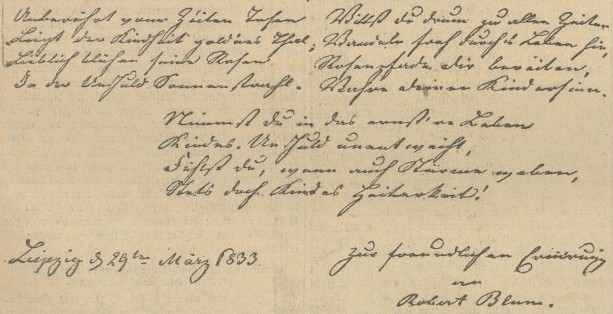
Gedicht von Robert Blum, von seiner Hand in ein Stammbuchblatt geschrieben

Im Oktober 1830 wurde Blum in einem Kölner Theater als Theaterdiener angestellt. Er stieg zum Verwalter der Theaterbibliothek auf, wurde jedoch im Juni 1831 – wahrscheinlich wegen finanzieller Schwierigkeiten des Theaters – entlassen. Daraufhin arbeitete er kurzzeitig bei einem Gerichtsvollzieher. 1832 ging er als Theatersekretär, Bibliothekar und Kassenassistent nach Leipzig. Ebenfalls von Köln nach Leipzig wechselte der Theaterleiter Friedrich Sebald Ringelhardt, der Blum am Kölner Theater eingestellt hatte.
In dieser Zeit verfasste Blum literarische Werke, in die er sehr viel Arbeit investierte. 1831 schrieb er Grochow, eine Freiheitshymne, das sich mit dem polnischen Freiheitskampf befasst; daneben entstanden weitere Gedichte und Schauspiele sowie ein Libretto für Albert Lortzings nie zur Aufführung gekommene Oper Die Schatzkammer des Ynka.
Das einzige gedruckte Werk aus Blums Feder blieb jedoch Die Befreiung von Candida. 1836 bei C. H. F. Hartmann in Leipzig herausgegeben, wurde es nie auf einer Bühne gespielt. Es thematisierte die Entführung einer orthodoxen Christin durch einen osmanischen Gouverneur und reihte sich damit in die das Freiheitsstreben der Griechen verherrlichende Literatur ein. In eine ähnliche Richtung wies das Drama Tadeusz Kościuszko, in dem der polnische Nationalheld eine Art Entwicklungsprozess durchläuft. Ursprünglich auf vier Teile angelegt, stellte Blum nur die ersten zwei fertig, vom Rest sind Fragmente erhalten. Ebenso entstand ein Gedicht, das den Tod Simón Bolívars betrauerte. Blums Freiheitsdichtungen lassen sich auf die Unfreiheit im damaligen Deutschland übertragen.
Einige komödiantische Arbeiten veröffentlichte Blum in der Berliner Schnellpost, später in Zeitungen wie der Eleganten Welt, der Abend-Zeitung, dem Komet, dem Planet und den Rosen. Blums Sohn und Biograph Hans Blum schrieb, er habe nach dem Tod seines Vaters weitere Stücke in dessen Hinterlassenschaft entdeckt. Einen Teil seiner literarischen Produktion hatte er aus Qualitätsgründen vernichtet. Die literarische Kritik an Blums Stücken ist geteilt. So schreibt Ralf Zerback: „Die Qualität seiner Stücke indes entsprach nicht der investierten Mühe. Es sind die Stücke eines Politikers, nicht die eines Dichters.“
Von 1839 bis 1842 verfasste und edierte Blum gemeinsam mit dem Novellisten Carl Herloßsohn und dem Schriftsteller Hermann Marggraff ein siebenbändiges Allgemeines Theaterlexikon oder Enzyklopädie alles Wissenswerthen für Bühnenkünstler, Dilettanten und Theaterfreunde unter Mitwirkung der sachkundigsten Schriftsteller Deutschlands. 1847 kündigte Blum seine Arbeit als Theatersekretär.

„Unberührt vom Zeiten Tosen

Liegt der Kindheit gold’nes Tal;

Lieblich blühen seine Rosen

In der Unschuld Sonnenstrahl.

Willst Du drum zu allen Zeiten

Wandeln froh durchs Leben hin,

Rosenpfade Dir bereiten,

Wahre Deinen Kindersinn.

Nimmst Du in das ernstre Leben

Kindesunschuld unentweiht,

Fühlst Du, wenn auch Stürme weben,

Stets doch Kindes Heiterkeit.“

### Privatleben 1830–1848
Blum hatte während seiner Arbeit am Leipziger Theater zahlreiche Affären, hauptsächlich mit Schauspielerinnen und anderen Künstlerinnen. Als eine seiner Bekannten von ihm schwanger wurde, brach er allen Kontakt zu ihr ab, gab aber später an, er habe sie finanziell unterstützt.
1835 unternahm Blum eine Reise in die Sächsische Schweiz, wo er ebenfalls eine kurze romantische Begegnung hatte. Er verfasste auch einen Reisebericht.
1837 lernte Blum die 19-jährige Adelheid Mey, Schwester eines Bekannten, kennen. Im Königreich Sachsen ein Ausländer, fehlte ihm das Leipziger Bürgerrecht. Eine standesrechtliche Eheschließung war daher nicht möglich. Nachdem behördliche Wege erfolglos geblieben waren, erwarb er schließlich ein Haus, das ihm den Leipziger Schutzverwandtenstatus einbrachte. 1838 heiratete er Adelheid Mey. Er unternahm mit ihr eine Geschäftsreise nach Berlin. Durch die lange anstrengende Reise mit zahllosen Terminen Blums wurde die schwangere Frau krank. Beide kehrten daraufhin nach Leipzig zurück, wo Adelheid Mey eine Fehlgeburt erlitt und am 25. August 1838 starb. Es folgte eine prachtvolle Beerdigung mit großer öffentlicher Beteiligung. Blum geriet in eine psychische Krise. Die Ehe mit Adelheid Mey war, ganz im Stil der Zeit, von erzieherischen Neigungen Blums und der Bevormundung seiner 11 Jahre jüngeren Frau geprägt.
1840 heiratete er die bildungsinteressierte Eugenie „Jenny“ Günther, die Schwester seines Freundes Georg Günther, in der er eine Gesprächspartnerin für politische Ideen fand. Die Trauung fand am 29. April 1840 in der Kirche Hohen Thekla bei Leipzig statt. Ausgelöst durch seine erneute Vermählung erhielt Blum hasserfüllte Briefe von Meys Mutter, in denen sie ihn als Mörder ihres Kindes bezeichnete. Einen Plan seiner neuen Frau, nach Amerika auszuwandern, lehnte Blum ab. In den kommenden Jahren wurden die Kinder Johann Georg Maximilian (Hans) (1841–1910), Carl Georg Richard (1842–?), Johann Robert Alfred (1844–1845), Johanna Eugenie Ida (Ida) (1845–1908) sowie Johann Karl Alfred (Alfred) (1847–1920) geboren. Robert Blums Enkelsohn, ein Sohn von Johann Karl Alfred, war Otto Blum (1876–1944). Außerdem nahm das Ehepaar Robert und Eugenie die spätere Schauspielerin Agnes Wallner (1824–1901) zur Pflege auf. Im Jahr 1844 erwarb Robert Blum erneut ein Haus, das innerhalb der Stadt Leipzig lag, und erhielt so das Bürgerrecht.
Blum unterhielt außereheliche Beziehungen. Im Jahr 1847 bekam Amalia Augusta Pauline (Pauline) Hoß ein Kind von ihm, Carl Heinrich Robert Blum (7. Januar 1847 Leipzig – 30. September 1847), der kurz darauf im Waisenhaus starb.

### Hallgartenkreis – Politische Aktivität im Vormärz 1830–1848
„[…] Es hätte nie ein Christentum und nie eine Reformation und keine Staatsrevolution und überhaupt nichts Gutes und Großes gegeben, wenn jeder stets gedacht hätte: ‚Du änderst doch nichts!‘ […]“

In den 1830er Jahren wurde Blum in der Atmosphäre des Vormärz zunehmend politisch aktiv.
Blum besuchte in den 1830er Jahren patriotische Feste. 1837 wurde zum Gedenken des Todes Gustavs II. Adolf in der Schlacht bei Lützen in Leipzig eine Feier veranstaltet, auf der auch der Turnvater Friedrich Ludwig Jahn anwesend war. Blum brachte einen Trinkspruch aus. Er war Mitglied in kleineren Vereinigungen wie der Kegelgesellschaft im Leipziger Schützenhaus, deren Vorsitz er bald einnahm. Der Schriftsteller Rudolf von Gottschall erlebte ihn als behaglichen Bierpolitiker, tüchtigen Kerl, mit viel Phlegma und großer Redegewandtheit. 1836 arbeitete Blum kurz in der Leipziger Freimaurerloge Balduin zur Linde mit. (1848 sollte er sich im Staatslexikon von den Freimaurern distanzieren, da die „Aufhebung jedes Unterschiedes in den Logen“ nicht der Wahrheit entspräche. Freimaurerlogen bestünden aus „leerer Spielerei, eines denkenden Menschen unwürdig.“)
Ein Freund half ihm bei der Kontaktaufnahme zur Leipziger Burschenschaft („Kochei“), zu deren Ehrenmitglied er 1839 wegen seiner Verdienste um die Demokratie ernannt wurde.
Erstmals in größerem Maße eigenständig aktiv wurde er bei Geldsammlungen für die Göttinger Sieben. Bei der Ankunft Friedrich Christoph Dahlmanns und Wilhelm Eduard Albrechts in Leipzig hielt er eine Ansprache. In dieser Zeit scheinen erste Kontakte zum vogtländischen Landtagsabgeordneten und späteren Freund Carl Gotthelf Todt geknüpft worden zu sein.
Im Oktober 1839 reiste Blum, auf Anraten Carl Todts und Julius von Dieskaus, nach Frankfurt, wo sich in diesem Jahr zum ersten Mal die späteren Mitglieder des Hallgarten-Kreises trafen, eines Oppositionszirkels der Liberalen. Blum freundete sich hier mit Johann Jacoby, Eduard von Reichenbach und Otto von Watzdorf an. Er besuchte auch die weiteren Treffen der Vereinigung auf dem Weingut Johann Adam von Itzsteins in Hallgarten.
Das Gutenberg-Fest 1840 in Leipzig nutzte Blum, um einen Kreis von Literaten in der Stadt zu versammeln. Es ist nicht geklärt, ob der Anstoß von Blum selbst ausging, es gilt aber als wahrscheinlich. Politische Reden auf dem Fest wurden ihnen von den Buchdruckern untersagt. Sie vereinigten sich 1842 zum Leipziger Literatenverein, in dem auch Fragen des Literaturgewerbes behandelt wurden. Mit seinen demokratischen Ideen stieß Blum aber auch auf Widerstand (beispielsweise seitens Heinrich Brockhaus'). Auch die Leipziger Schiller-Feiern ab 1840 wurden für Blum zu Bühnen. Aus dem Festkomitee ging der Schillerverein hervor, dessen Vorsitz Blum 1844 übernahm. Ihm ging es hierbei weniger um Inhalte oder Ideen aus Schillers Werken als vielmehr um Meinungspublikation im demokratischen Sinne. Es gelang Blum nicht, dem Verein zu einem alle Schichten repräsentierenden Mitgliederschnitt zu verhelfen.
1843 gab Blum zum ersten Mal Vorwärts! heraus, ein Taschenbuch für das einfache Volk, das in jedem Jahr eine neue Auflage erlebte.
1840 erschienen zum ersten Mal die Sächsischen Vaterlandsblätter, eine oppositionelle Zeitung Blums. Sie kam dreimal pro Woche heraus und wurde in der Anfangsphase durch Geldzuwendungen aus Blums Privatvermögen am Leben erhalten. Die Vaterlandsblätter wandten sich 1840 gegen die frankreichfeindliche Stimmung, hervorgerufen durch die französische Forderung nach der Rheingrenze. Die Zeitung sammelte auch Spenden für politisch Verfolgte (August Heinrich Hoffmann von Fallersleben) oder befasste sich mit der Errichtung nationaler Gedenkstätten. 1842 wurde die Redaktion von Georg Günther übernommen. Blum wurde im selben Jahr für zwölf Tage wegen der Beleidigung einer Privatperson inhaftiert. 1843 veröffentlichten die Vaterlandsblätter ein Gutachten von Friedrich Wilhelm Schulz. Es handelte vom Fall des 1837 im Gefängnis in Hessen-Darmstadt tot aufgefundenen Friedrich Ludwig Weidig, der eine systemkritische Flugschrift verfasst hatte. Die Veröffentlichung hatte einen sprunghaften Anstieg der Verkaufszahlen zur Folge. Als Herausgeber musste Blum 1844 für einen Artikel eine zweimonatige Haftstrafe absitzen. Ab 1843 erschienen Beiträge der Frauenrechtlerin Louise Otto. Blum, der eine Gleichberechtigung der Frau befürwortete, begegnete ihr persönlich erst 1847, nachdem es in den Jahren zuvor briefliche Kontakte gegeben hatte.
Die preußische Regierung verbot 1845 die Sächsischen Vaterlandsblätter, da sie enge Kontakte zur demokratischen Bewegung in Schlesien pflegten. Verbote gab es auch in Bayern und Baden. Auch in Sachsen wurde der Zeitung die Konzession entzogen. Als Ersatz gab Blum, gemeinsam mit Otto von Watzdorf und Rudolph Rüder, die Constitutionelle Staatsbürgerzeitung heraus. Sie war als Unterstützung des Vaterlandsvereins konzipiert.

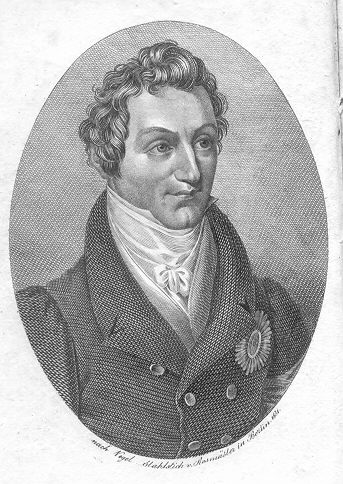
Prinz Johann von Sachsen, Jugendbildnis von 1831

Im selben Jahr erregte Blum durch seinen Auftritt während des Leipziger Gemetzels Aufsehen. Am 12. August 1845 traf der sächsische Prinz Johann, der Bruder des Königs, in Leipzig ein. Als überzeugtem Katholiken wurde ihm von Seiten der Deutsch-Katholiken mit Feindseligkeit begegnet. Während Johann speiste, wurden sogar Steine gegen das Haus geworfen, in dem er sich aufhielt. Für einen solchen Fall wäre eigentlich das städtische Militär zuständig gewesen. Man rief aber königliches Militär hinzu, welches in der unübersichtlichen Lage das Feuer auf die Demonstranten eröffnete und mehrere Menschen tötete.
Blum, der sich zum Zeitpunkt des Geschehens in Dresden aufhielt, zog mit einer aufgebrachten Menge am 13. August auf den Marktplatz. Er forderte die ehrenvolle Bestattung der Toten und die Übergabe der Stadt an die Kommunalgarde. In den kommenden Tagen hielt Blum im Schützenhaus und bei der Trauerfeier für die Verstorbenen weitere Reden, die alle recht maßvoll gehalten waren und direkte Kritik an der Monarchie vermieden. Nach dem Abflauen der Entrüstung trat die Reaktion schärfer hervor; Blum blieb jedoch unbehelligt. Die Vorgänge im August 1845 machten ihn in ganz Deutschland bekannt; es wurde aber auch Kritik von Seiten einiger Radikaler laut, weil Blum ihrer Ansicht nach zu gesetzestreu gehandelt hatte. In einem Brief an Jacoby griff er diese Vorwürfe auf. Blum scheint sich von diesem Zeitpunkt an mehr und mehr vom konstitutionellen Weg abgewandt zu haben.

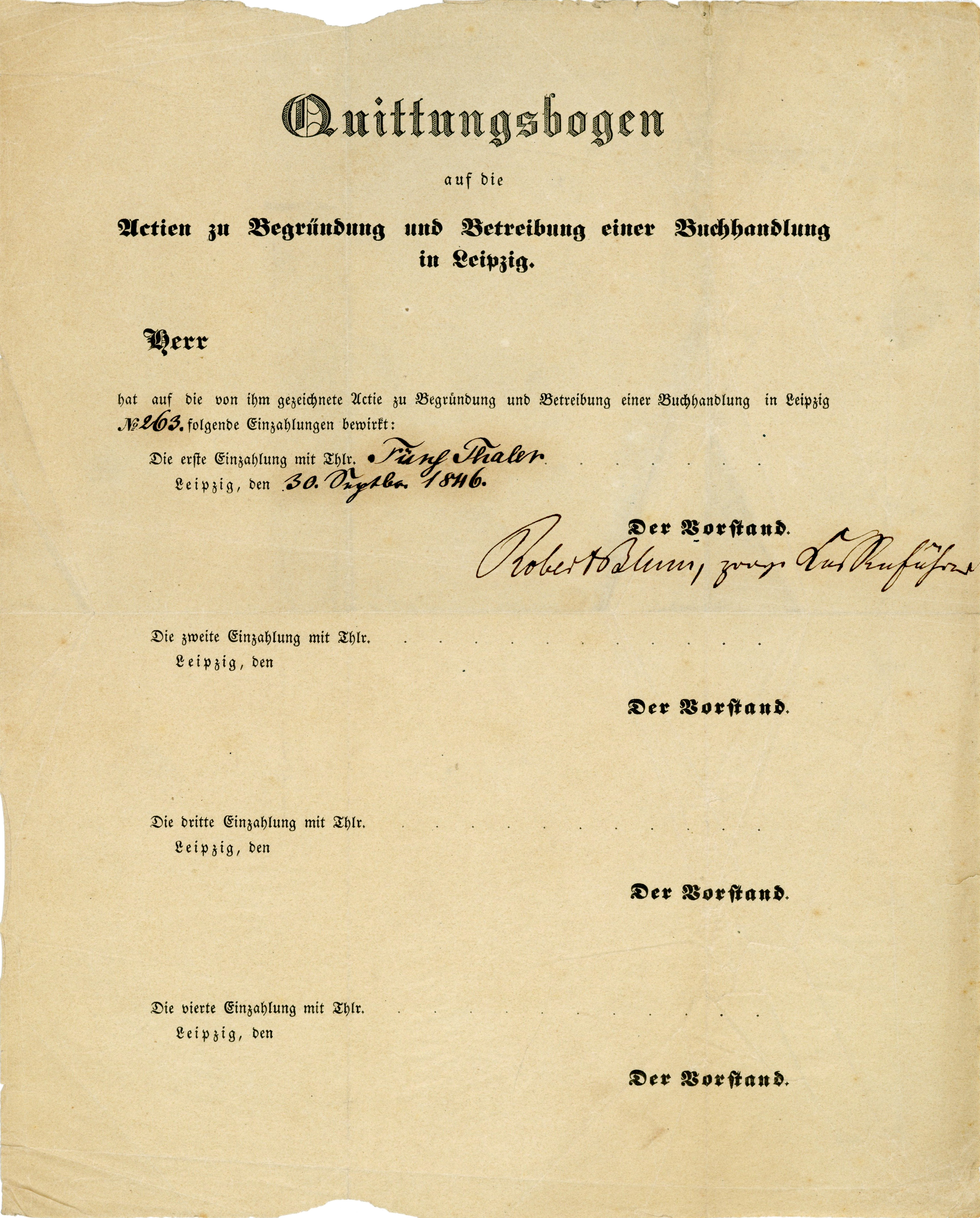
Quittungsbogen auf die Aktien zu Begründung und Betreibung einer Buchhandlung in Leipzig mit bestätigter ersten Einzahlung von 5 Thalern, ausgestellt am 30. September 1846, im Original unterschrieben von Robert Blum als Vorstandsvorsitzender und als provisorischer Kassenführer

In diesem Jahr verlegte Itzstein das Hallgartentreffen zu Blum nach Leipzig, fand damit aber wenig Resonanz bei den süddeutschen Liberalen. Gleichwohl wurde als Resultat des Treffens eine Petition für eine modernere Verfassung für alle deutschen Teilstaaten und ein deutsches Staatsbürgerrecht beim Sächsischen Landtag eingereicht. 1846 wurde Blum in Hallgarten zum Organisator der norddeutschen Demokraten ernannt. Zuvor fanden im November 1845 in Leipzig Kommunalwahlen statt. Blum wurde als einer der Wahlmänner bestätigt und von diesen in den Stadtrat gewählt. Dort nahm er seinen Sitz Anfang 1846 ein. Neben anderen heute kaum mehr erforschbaren kleineren Gruppierungen gründete Blum 1845 den Redeübungsverein, in dem außer politischen Äußerungen auch Vorträge zu wissenschaftlichen Themen gehalten wurden.
Blum hatte in den 1840er-Jahren Kontakte zur polnischen Freiheitsbewegung. Er nahm polnische Emigranten in seinem Haus auf und traf sich mehrmals mit dem polnischen General Ludwik Mierosławski. Blum unterstützte die Revolutionäre des Krakauer Aufstands (1846), indem er sich an der Waffenbeschaffung für sie beteiligte. Auch aufgrund von Blums Polenbegeisterung kam es zu zunehmenden Differenzen mit den liberalen Kräften.
1847 initiierte der Schriftstellerverein eine Hilfsaktion für die von einer Hungersnot Betroffenen im Erzgebirge. Im Oktober desselben Jahres wurde Blum zum Stadtrat gewählt. Einer Vorgabe des Innenministers, nach der Blum von diesem Amt entbunden werden sollte, wurde erst im Januar 1848 stattgegeben. In der Zwischenzeit machte Blum den hieraus entstehenden Konflikt über die Constitutionelle Staatsbürgerzeitung zur öffentlichen Angelegenheit. Ebenfalls 1847 gründete Blum die Verlagsbuchhandlung Blum & Co., welche unter anderem ein „Staatslexicon für das Volk“ herausgab. Dieses Projekt kam jedoch aufgrund der gesteigerten Nachfrage nach aktuellen Nachrichten zu Beginn der Märzrevolution zum Erliegen.

#### Deutsch-katholische Kirche 1844–1848
In den 1840er-Jahren formierte sich die Bewegung der Deutsch-Katholiken, die katholische Glaubensformen wie den Heiligenkult, die Beichte oder den päpstlichen Primat ablehnte. Einer der wichtigsten Vertreter war der schlesische Kaplan Johannes Ronge. Blum diente diesem 1844 als Verleger mittels der Sächsischen Vaterlandsblätter. 1845 gründete er die Leipziger Gemeinde und half Ronge dabei, ein Konzil in Leipzig für die auf mehrere zehntausend Mitglieder angewachsene Bewegung einzurichten. Das Konzil legte Glaubensstatuten fest, die von Blum herausgegeben wurden.
Gegen eine Bekanntmachung der sächsischen Regierung von Könneritz zur Unterdrückung der Bewegung erhob Blum Widerspruch und verlangte freie Religionsausübung. Blum agierte in der Folgezeit als eine Art Leiter der Gemeinde in Leipzig. Da ein Mangel an Predigern herrschte, leitete Blum einige Gottesdienste. Dies war eine Notlösung und keinesfalls Blums Wunsch. Er verhinderte den Beitritt vieler Protestanten, da er keinen Konflikt mit deren Kirche wünschte. 1847 gab es in Leipzig etwa 340 Ortsmitglieder.
Neben Ronge und Johannes Czerski (1813–1893) wurde Blum so zu einer der populärsten Figuren der Deutsch-Katholiken, als die er auch demokratische Positionen vermitteln konnte. Er besuchte das zweite Konzil 1847 in Berlin. Blums Wirken in der deutsch-katholischen Kirche verlieh ihm Bekanntschaft, so dass es als einer der Grundpfeiler seines Aufstiegs angesehen werden kann.
Blum war gegen jede Regulierung des Glaubens durch ein Glaubensbekenntnis und hätte statt der Leipziger Statuten lieber ein möglichst aus der Bibel übernommenes Bekenntnis gesehen. Aus demselben Grund hielt er es auch für falsch, jede Gemeinde ein eigenes Glaubensbekenntnis aufstellen zu lassen. Ihm missfiel auch das Streben der Kirche nach staatlicher Akzeptanz. Blums Ziel im religiösen Bereich war die Schaffung einer Privatreligion. Sein endgültiges Urteil über den Deutschkatholizismus findet sich in einem seiner Beiträge im Staatslexikon 1848. Dort schrieb er über die Deutsch-Katholiken, dass sie trotz allem doch noch zu viele religiöse Verpflichtungen auferlegten und ihren Mitgliedern gleichzeitig zu wenige Freiheiten ließen.
Als politisches Ziel verfolgte Blum die Zerstörung der geistlichen Vorherrschaft der römisch-katholischen Kirche. Aus diesem Grunde missfiel ihm die mögliche Streichung des Wortes „katholisch“ aus dem Namen der Bewegung, da dadurch das allgemeine Interesse an der Kirche nachlassen und eine Konkurrenzsituation mit der päpstlich-katholischen Kirche entfallen würde. Im Nachhinein wird geurteilt, „dass er die Möglichkeiten einer antiklerikalen Massenmobilisierung grandios überschätzte.“

### Wirken während der Revolution 1848/1849

#### Sachsen
Als am 29. Februar 1848 die Nachricht von der Revolution in Frankreich in Leipzig eintraf, wurde für den nächsten Tag eine Sitzung des Stadtrats einberufen. In ihr forderte Blum den Sturz der sächsischen Regierung. Er konnte sich mit seinem Antrag jedoch nicht durchsetzen. Der Liberale Karl Biedermann fand dagegen mit seinem moderateren Vorschlag, einen Brief an den sächsischen König aufzusetzen, in dem Pressefreiheit und eine Volksvertretung am Bundestag in Frankfurt gefordert werden sollten, eine Mehrheit. Noch am selben Tag feierte Blum ein Fest im Schützenhaus, wo er vor etwa 1.000 Anwesenden eine Rede hielt, in der er demokratische Grundrechte, wie das allgemeine Wahlrecht, veranschlagte. Nach der Ablehnung der Petitionen durch den König verlangte Blum in einer bejubelten Ansprache vom Balkon des Leipziger Rathauses herab erneut den Rücktritt der sächsischen Regierung. Dieselbe Forderung stellte er am 4. März im Stadtrat. Anstelle der alten Regierung sollte eine liberal gesinnte treten. Bald darauf trat Minister Johann Paul von Falkenstein zurück. Ebenso wurde die baldige Einberufung eines Landtags zugesichert. In den folgenden Tagen hielt Blum noch einige weitere Reden in Leipzig, darunter eine, in der er die Soldaten zu Staatsbürgern erklärte. Trotz seiner weitreichenden Forderungen verhinderte er, dass am 12. März eine mehrere tausend Personen umfassende Menge zu einem Demonstrationszug in die sächsische Hauptstadt Dresden aufbrach. Als Grund hierfür wird seine Angst vor einer gewalttätigen Eskalation vermutet. Blum erfuhr daraufhin Kritik aus dem Lager der Demokraten.
Blum lehnte am 12. März seine Delegierung in das Frankfurter Vorparlament durch eine Volksmenge im Leipziger Schützenhaus ab, so dass sein Freund Carl Todt nominiert wurde. Man verabschiedete während der Versammlung ein politisches Programm. In der Folgezeit reiste Blum in Sachsen umher. Nach seiner Rede vor mehreren tausend Zuhörern auf dem Kornmarkt wurde er am 19. März als Vertreter Zwickaus doch noch für das Vorparlament akklamiert und zum Ehrenbürger der Stadt ernannt. Der Vorstand der jüdischen Gemeinde Leipzigs erteilte ihm die Vollmacht, die Gleichberechtigung der Religionen zu vertreten. Am 29. März reiste Blum nach Frankfurt. Während seiner Reise trat er auf zahlreichen Kundgebungen als Redner auf.
Am 1. April benannte Blum die Constitutionelle Staatsbürgerzeitung in Vaterlandsblätter um.

#### Vorparlament
Nach seinem Eintreffen in Frankfurt wurde Blum zu einem der vier Vizepräsidenten des Vorparlaments gewählt. Er nahm auch an den Einweihungsfeiern der Volksvertretung teil. In den folgenden vier Tagen spalteten sich die Abgeordneten in verschiedene Lager, wobei die Demokraten, zu denen Blum gehörte, die Schaffung einer Republik forderten. Die Liberalen (beispielsweise Heinrich von Gagern) traten dagegen für eine konstitutionelle Monarchie ein. Blum hielt zwar an der Idee der Republik fest, war aber im Gegensatz zu Friedrich Hecker und Gustav Struve zur Zusammenarbeit mit dem linken Flügel der Liberalen bereit. Blum war unbestritten der Führer der demokratischen Fraktion, ohne dass ihm diese Stellung durch ein Mandat verliehen worden wäre.
Als während der ersten Tage des Vorparlaments das Gerücht umging, die Paulskirche werde von Bewaffneten bedroht, beruhigte Blum die Situation mit einem Hinweis auf die Würde der Volksvertretung. Das Vorparlament entschloss sich am zweiten Beratungstag dazu, allgemeine Wahlen abzuhalten und bis zum Zusammentreten der neuen Volksvertretung die Souveränität dem sogenannten Fünfzigerausschuss zu übergeben. Blum und die Demokraten hingegen wollten das Vorparlament in eine ständig tagende Versammlung umfunktionieren, konnten sich damit jedoch nicht durchsetzen.
Zu weiteren Kontroversen kam es am dritten Tag des Vorparlaments, als Blum zusammen mit Johann Jacoby und Johann Adam von Itzstein beantragte, den Bundestag zu einer Abkehr von seinen früheren Repressionsmaßnahmen und zur Entlassung von Vertretern der Monarchie zu zwingen. Letzten Endes wurde der Kompromissvorschlag Franz Zitz’ angenommen, der besagte, der Bundestag solle seine Arbeit parallel zur Erneuerung fortsetzen. Der Vorschlag fand schließlich auch Blums Unterstützung – er stimme zwar, so meinte er, für die schärfere Fassung des Antrags, „doch wenn ich sie fallen sehe, ehre ich die Mehrheit.“
Der Liberale Friedrich Daniel Bassermann schrieb in seinen Denkwürdigkeiten, er habe die Formulierung des gemäßigten Antrags nach einer Unterredung mit Blum nach dessen Wünschen abgeändert.

#### Fünfzigerausschuss
Am Ende der Verhandlungen wurde Blum mit 453 Stimmen in den Fünfzigerausschuss gewählt. Man wählte ihn ebenfalls zu einem der Vizepräsidenten des Ausschusses. Der radikale Flügel der Demokraten erhielt dagegen keine Vertretung im Ausschuss und inszenierte bald darauf unter Führung Friedrich Heckers einen gewaltsamen Umsturzversuch (Heckeraufstand). Blum missbilligte diesen Angriff auf die staatliche Ordnung. Er war aber ebenso mit den Liberalen wegen ihres fehlenden Einsatzes für die Republik unzufrieden.
Bald darauf wurde Blum vom Ausschuss mit Reiseaufträgen versehen. Sie führten ihn und Franz Raveaux in seine Heimatstadt Köln, wo ihm ein festlicher Empfang bereitet wurde. Sein Auftrag war, einen Konflikt zwischen diversen Schifffahrtsbranchen zu lösen. Kurz darauf sollte er in Aachen eine Auseinandersetzung zwischen Militär und Bürgern schlichten. Durch solche Tätigkeiten abkömmlich, konnte Blum nicht verhindern, dass der Fünfzigerausschuss auf Vorschlag des Bundestages beschloss, künftig einem Triumvirat die politische Leitung Deutschlands zu übergeben. Es sollte aus einem Vertreter Preußens, Österreichs und der übrigen deutschen Staaten bestehen. Am 12. Mai forderte der zurückgekehrte Blum im Falle des Fortbestehens dieses Beschlusses die Wiedereinberufung des Vorparlaments. Als Resultat zog der Ausschuss seinen Erlass zurück.
Anfang Mai wurde Blum in Reuß und Leipzig (Gegenkandidat war hier Daniel Bassermann) in die Nationalversammlung gewählt, nachdem ihm zuvor eine große Anzahl anderer Orte ebenfalls einen Wahlkreis angeboten hatte.

#### Frankfurter Nationalversammlung

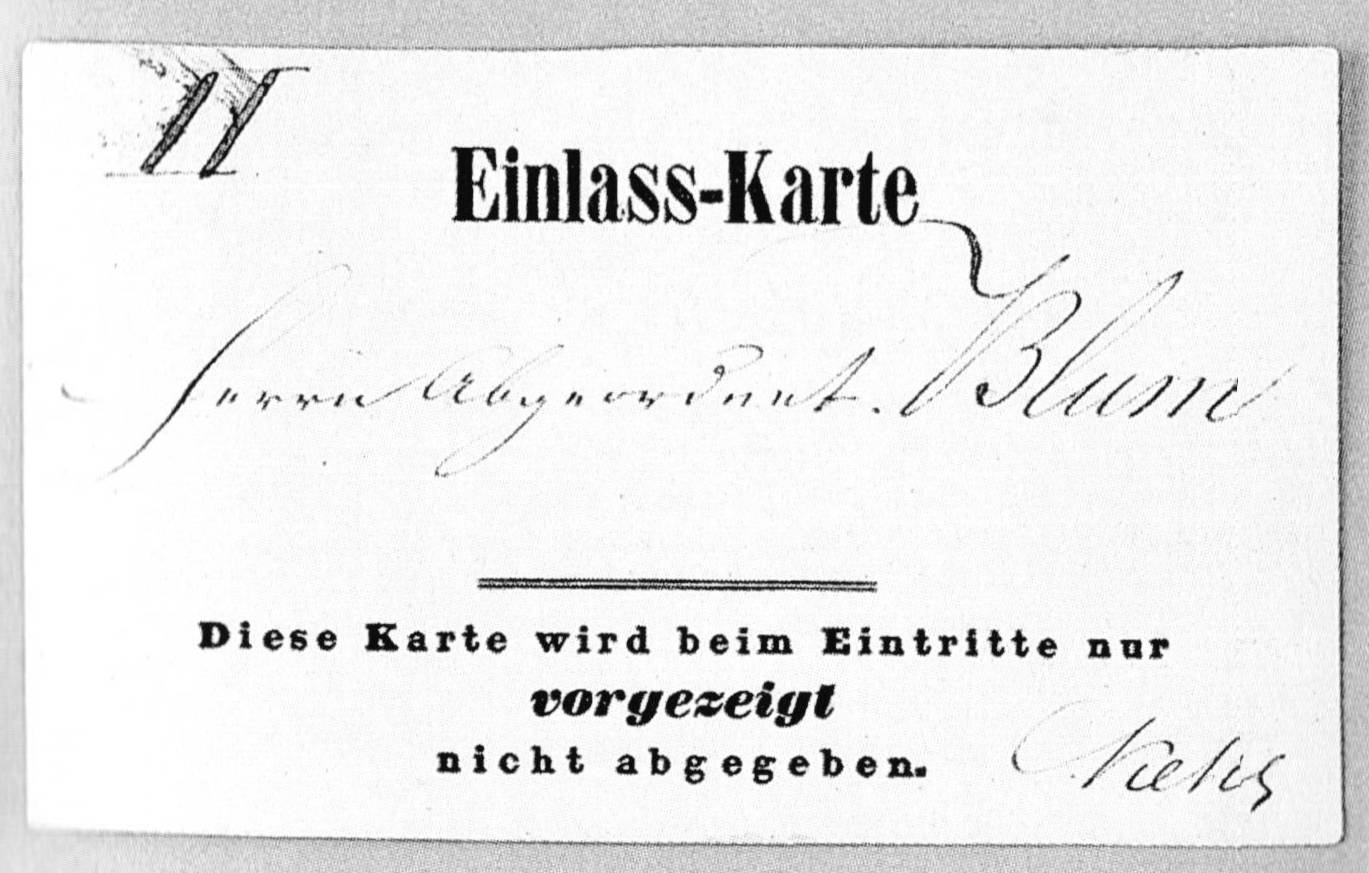
Einlasskarte für den Abgeordneten Robert Blum

Die Frankfurter Nationalversammlung wurde am 18. Mai 1848 eröffnet. Bei der Wahl des Präsidenten, der der Versammlung vorsaß, unterlag Blum (drei von 397 Stimmen) deutlich Heinrich von Gagern (305 Stimmen). Kurz darauf wurde er in den Verfassungsausschuss gewählt. Blum führte in der Folgezeit die gemäßigt demokratische Fraktion an, die sich zunächst im Holländischen Hof und später im Deutschen Hof zusammenfand. Ende Mai spaltete sich hiervon der radikale Donnersberg (beispielsweise Arnold Ruge), im Oktober der Nürnberger Hof ab.

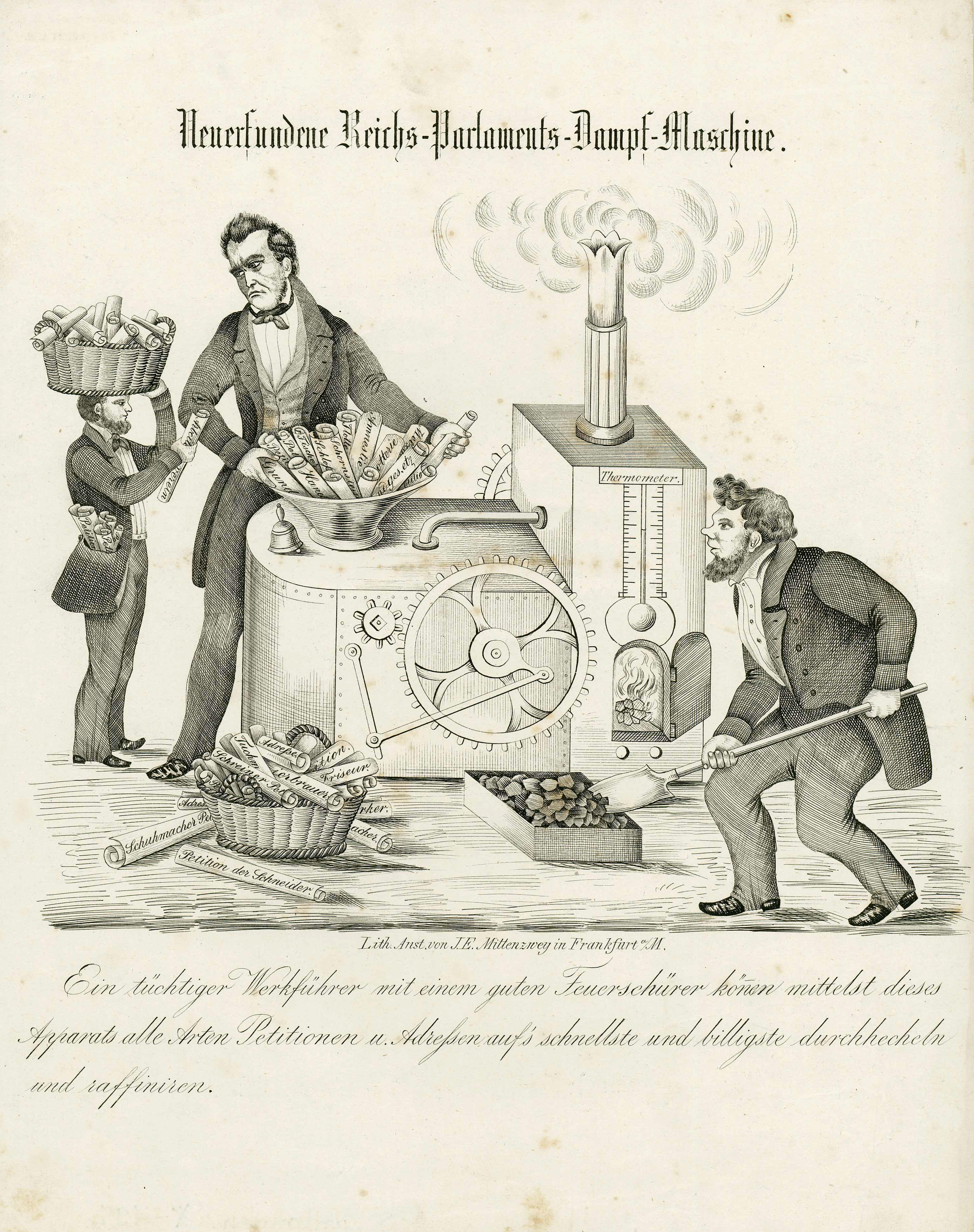
Reichs-Parlaments-Dampf-Maschine, zeitgenössische Illustration der Parlamentsarbeit, in der Robert Blum als „guter Feuerschürer“ (rechts) dargestellt wird

Neben seiner Tätigkeit als Abgeordneter und Fraktionsführer, gab Blum mit Wilhelm Schaffrath und Georg Günther die Deutsche Reichstagszeitung heraus, welche über die Vorgänge im Parlament berichtete. Ihr wurde mangelnde Objektivität und Parteinahme zugunsten der Demokraten vorgeworfen. Blum selbst schrieb in ihr fast täglich Artikel, die seine politischen Einstellungen widerspiegeln. In ihnen zeigt sich auch Blums Wunsch nach einer Emanzipation der arbeitenden Klassen durch Bildung und Beteiligung an politischen Entscheidungen.

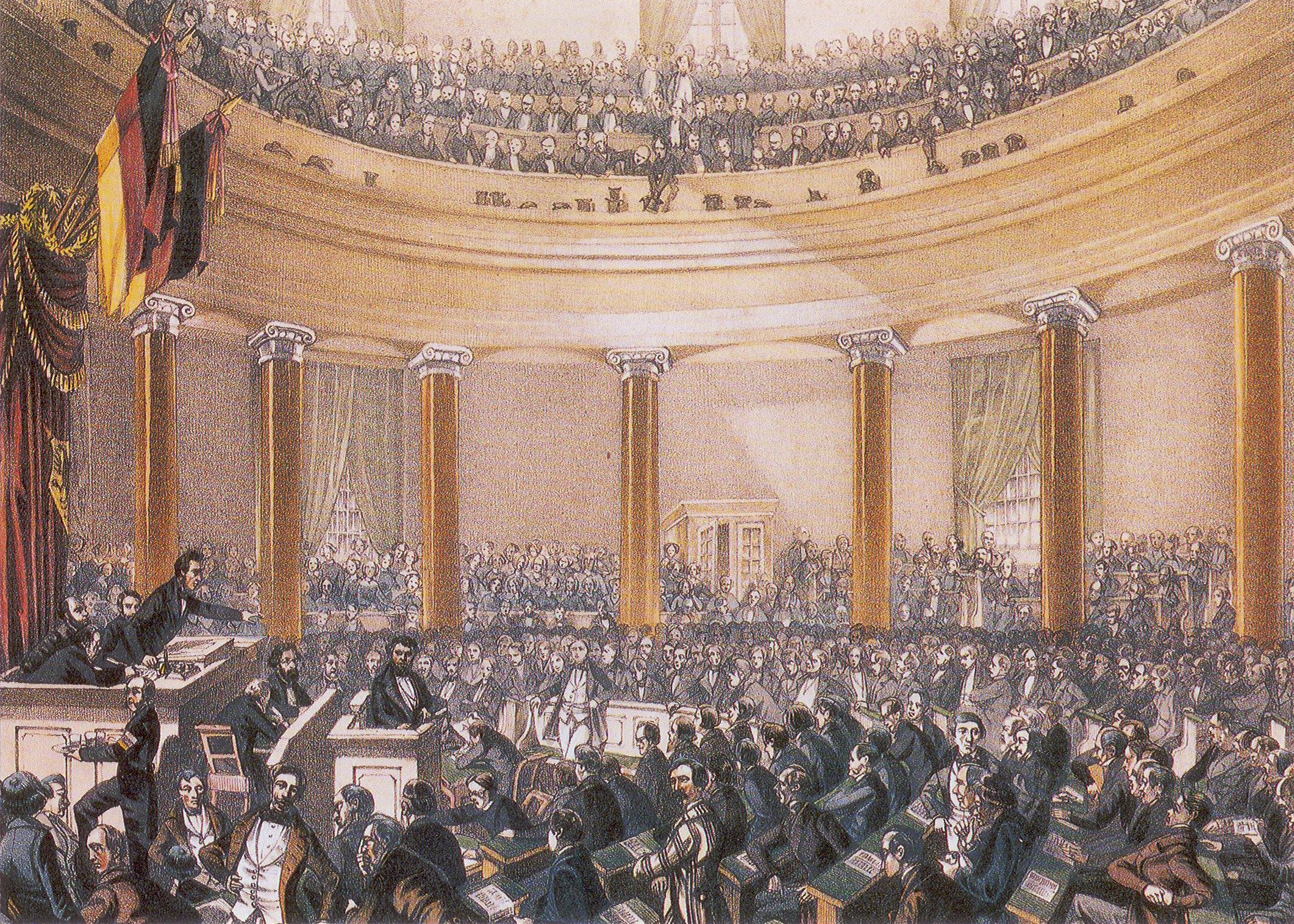
Frankfurter Nationalversammlung Mitte des Jahres 1848 während einer Rede Robert Blums, als er vom Parlamentspräsidenten zurechtgewiesen wird; Gemälde von Ludwig von Elliott

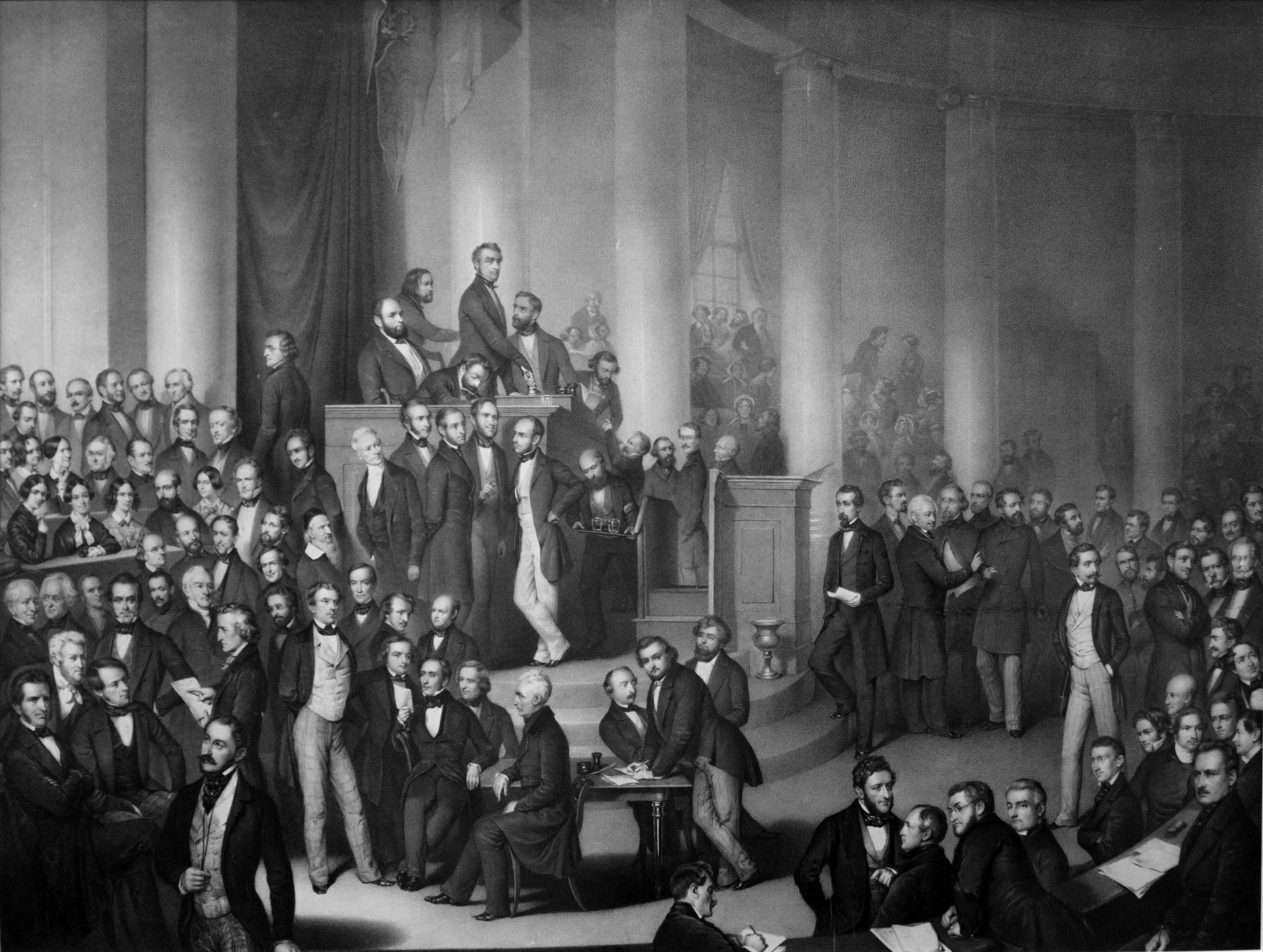
Abgeordnete der Frankfurter Nationalversammlung: Robert Blum wurde durch den Maler Paul Bürde links neben der Wahlurne abgebildet.

In der Nationalversammlung setzte sich Blum zunächst für die Schlichtung der Konflikte zwischen dem preußischen Militär und den Stadtbürgern in Mainz ein. Er war Teil der Kommission, die die Vorfälle untersuchen sollte, und gab vor der Nationalversammlung zur Kenntnis, dass entweder die Bürgerschaft der Stadt auswandern oder das Militär zurückgezogen werden müsse. Am 27. Mai verkündete Blum unter Berufung auf einen namentlich nicht angegebenen Märzminister, dass Preußen durch die Landesparlamente ein Gegengewicht zur Frankfurter Nationalversammlung zu schaffen trachte. Nachdem der preußische Außenminister diese Aussage dementiert hatte, wurde Blum von Seiten der Liberalen und Konservativen angegriffen. Ein Versuch von Auerswalds ihm eine offizielle Rüge erteilen zu lassen, scheiterte. Der linken Seite gelang es schließlich zu bewirken, dass die Paulskirchenverfassung über die Landesverfassungen gesetzt wurde.
Gemeinsam mit 50 anderen Abgeordneten unternahm Blum vom 10. bis 13. Juni eine Reise durch die Pfalz, auf der er weitere Reden hielt. Er äußerte auch öffentliche Kritik am liberalen Kurs, der nicht auf die vollständige Beseitigung des alten Herrschaftssystems ausgerichtet sei.

„Wir haben nichts gewonnen, wenn wir stehen bleiben, man wird uns alles wieder entreißen, wenn wir nicht weitergehen! Die Liberalen, die zu dem früheren Regiment sagten: Macht Platz, damit wir uns setzen! – ja diese Liberalen in Gemeinschaft mit Menschen, welche die reichsten und dümmsten zugleich sind, werden unser Joch womöglich noch härter machen als die Fürsten […]“

Zur Ernennung eines provisorischen Staatsoberhaupts wurde ein 15er-Ausschuss einberufen, dem Blum angehörte. Dort lehnte er das von den Liberalen vorgeschlagene Direktorium ab. Er plädierte für einen Vollziehungsausschuss, der aus einem von der Nationalversammlung gewählten Vorsitzenden und vier Abgeordneten bestehen sollte und als provisorische Regierung gedacht war. Der Deutsche Bund sollte aufgelöst werden. Angesichts der andersdenkenden parlamentarischen Mehrheit hatte dieser Plan keine Chance auf Durchführung. Stattdessen schlug Heinrich von Gagern nach langer Debatte den österreichischen Erzherzog Johann als Reichsverweser vor. Blums Favorit für dieses Amt war Itzstein.
Im Juli 1848 stellten die Demokraten einen erfolglosen Antrag auf Wiederherstellung der Selbstständigkeit Polens. In den Konflikten um die künftige territoriale Zugehörigkeit Posens, das von Deutschen und Polen bewohnt war, bezog Blum Stellung gegen Polenhass. Er forderte von der Nationalversammlung die Einhaltung des Territorialprinzips und die Einrichtung einer Kommission, die die Posener Grenzziehung unter Berücksichtigung nationaler Aspekte festlegen sollte; schließlich unterstützte er den Antrag der Wiederausgliederung Posens aus dem Deutschen Bund. Hierdurch geriet er in Widerspruch zum ebenfalls demokratischen Abgeordneten Wilhelm Jordan, der die Wiederherstellung Polens in einer Rede vor der Nationalversammlung als schwachsinnige Sentimentalität bezeichnete und für einen gesunden Volksegoismus plädierte. Blum stellte daraufhin Jordans Ausschluss aus dem „Deutschen Hof“ zur Abstimmung; die Mehrheit der Mitglieder entschied sich aber dagegen. Als Reaktion auf die zunehmenden Differenzen innerhalb des Deutschen Hofes engagierte sich Blum von da an verstärkt im Donnersberg. Auch zu dieser Zeit stand er gegen das Vormachtstreben einzelner Nationen und unterstützte das Konzept eines in allen Teilen freien Europas.

„Der Gedanke der Befreiung und Erlösung der Völker […] Das Ziel der Verbrüderung des freigewordenen oder freiwerdenden Westens, das ist es, dem ich meine Stimme leihe. Mit der Erreichung dieses Ziels ist die Freiheit und der Friede in Europa gesichert, mit der Erreichung dieses Zieles ist die größte und intelligenteste Abtheilung der europäischen Staatenfamilie in einer unbesiegbaren Vereinigung zusammen […]“

Im August begab sich Blum nach Leipzig und legte im Schützenhaus vor mehreren tausend Zuhörern Rechenschaft ab, wobei er seine Unterordnung unter Mehrheitsbeschlüsse des Parlaments, sollten sie auch nicht seiner Meinung entsprechen, betonte. Harsche Kritik erfuhr er von Repräsentanten des Deutschen Vereins, wie beispielsweise Heinrich Brockhaus, die mit seiner Politik nicht einverstanden waren. Im Vaterlandsverein entstand Streit um die Polenfrage, und ein rechter Flügel sonderte sich ab.
Ebenfalls im August brach der Krieg zwischen Dänemark und Preußen aus. Entzündet hatte er sich am Streit um die Gebiete Schleswig und Holstein, die von Deutschen wie Dänen bewohnt waren. Preußen bekämpfte die dänischen Armeen zuerst im Auftrag der provisorischen Zentralgewalt, die den Krieg gegen Dänemark weiterführte. Bald schloss Preußen jedoch eigenmächtig den Malmöer Waffenstillstand ab, der die Teilung Schleswig-Holsteins nach Nationalitäten sowie die Auflösung seiner revolutionären Landesregierung vorsah. Die Folge war großer Unmut in national gesinnten Kreisen. Für Blum und die Demokraten bot sich mit der Ablehnung des Waffenstillstands in der Nationalversammlung die Möglichkeit eines Prestigegewinns. Sie positionierten sich gegen den Waffenstillstand, weil Preußen damit die Autorität des Parlaments untergraben habe. Am 5. September beschloss die Nationalversammlung, alle Maßnahmen zur Ausführung des Vertrags von Malmö auszusetzen, was zum Sturz des Kabinetts Leiningen führte.
Kurzzeitig erwog man daraufhin die Bildung einer neuen Regierung unter Dahlmann, an der auch die Demokraten beteiligt gewesen wären. Die Differenzen zwischen den einzelnen Fraktionen erwiesen sich jedoch als zu groß, so dass schließlich ein konservativ-liberales Reichskabinett unter Anton von Schmerling berufen wurde.
Da Preußen die Entscheidung der Frankfurter Nationalversammlung bezüglich des Waffenstillstands nicht mittrug, wurde am 16. September erneut darüber abgestimmt. Am selben Tag hielt Blum vor der Versammlung eine vielbeachtete Rede, in der er den Liberalen vorwarf, die Märzerhebung ignoriert zu haben und zu sehr den alten Herrschaftsformen anzuhängen.

„Aber wenn Sie Ihre Fürsten lieben, so treten Sie dem immer wuchernden Glauben entgegen, daß die Fürsten mit ihren dynastischen Interessen ein Hindernis bieten für die Entwicklung unserer Zustände, – geben Sie dem Volke das Vertrauen, daß Sie ebenso sehr die Übergriffe von der einen wie von der anderen Seite in die Schranken zu weisen entschlossen sind!“

Die Abstimmung fiel schließlich zugunsten des Vertrags von Malmö aus. Vertreter der radikalen Demokraten begannen daraufhin mit Barrikadenkämpfen in Frankfurt, im Zuge derer auch zwei prominente Abgeordnete der Liberalen ermordet wurden. Gleichzeitig forderte der Donnersberg den Auszug der Demokraten aus der Nationalversammlung; Blum aber versagte diesem Wunsch seine Zustimmung. Er versuchte, die Radikalen zu mäßigen und gleichzeitig einen Truppenaufzug zur Bekämpfung der Unruhen zu verhindern. Dieses Vorhaben scheiterte, als der Frankfurter Senat am 18. September preußische und österreichische Armeen zu Hilfe rief. Nachdem solcherart ein Fortkommen in der von ihm gewünschten Richtung nicht möglich war, unternahm Blum Wanderungen im Odenwald. Am 12. Oktober erhielt er in Frankfurt die Nachricht von einer neuerlichen Erhebung in Wien.

#### Todesurteil und Vollstreckung in Wien

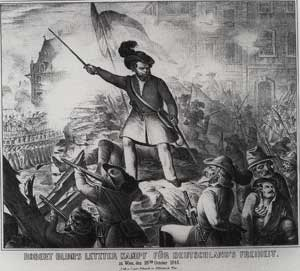
Blum als Barrikadenkämpfer in Wien, Lithographie von Louis Schmitt, 1849

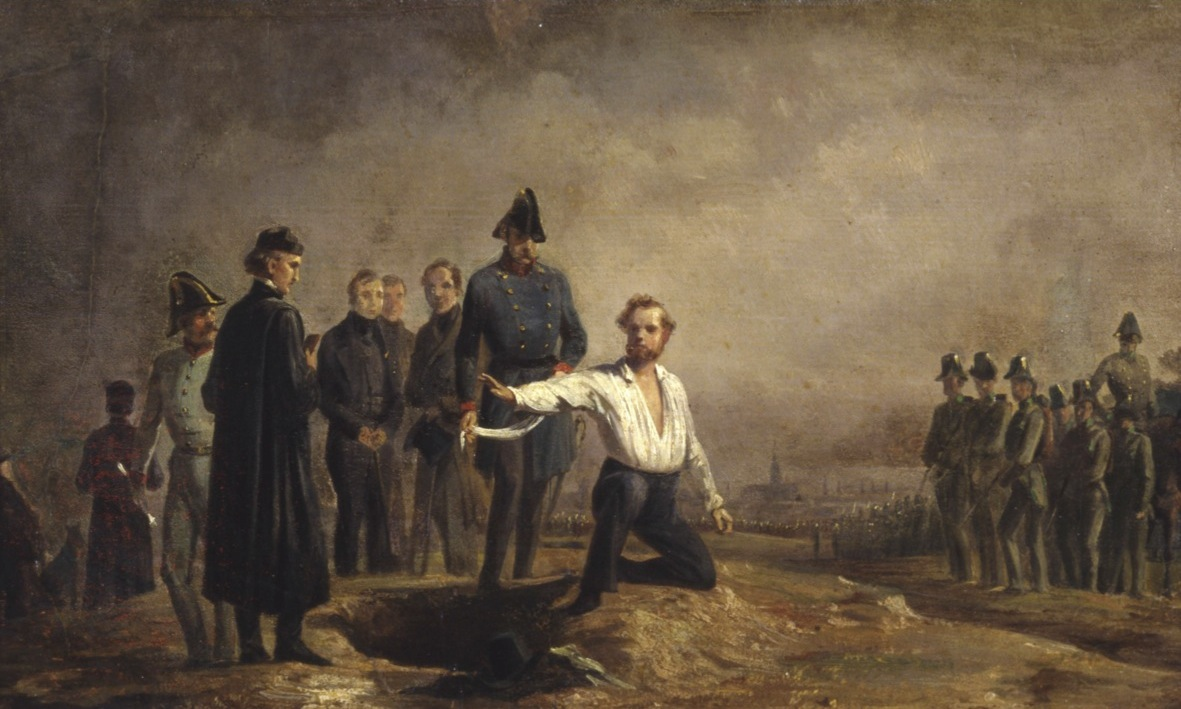
Hinrichtung Blums, Carl Constantin Heinrich Steffeck, 1848/49

Nach der Wiener Märzrevolution wurde Habsburg von Freiheitsbewegungen der nicht-deutschsprachigen Nationen erschüttert, während in Wien selbst im Laufe des Jahres immer wieder Unruhen aufflammten, die schließlich ab dem 6. Oktober in die Wiener Oktoberrevolution mündeten. Blum wurde zum Leiter einer Delegation der demokratischen Fraktion der Nationalversammlung ernannt. Er reiste gemeinsam mit Julius Fröbel, Albert Trampusch und Moritz Hartmann am 13. Oktober 1848 nach Wien, um den dortigen Revolutionären eine Sympathieadresse zu überbringen. Über die Gründe für Blums Abreise wurde mehrfach spekuliert. Einerseits wurde sie als ein Zeichen der Resignation und Flucht vor den vielfältigen Verpflichtungen in Frankfurt, andererseits als ein Hinstreben zum Ort der Entscheidung betrachtet. Die Gruppe passierte Dresden, wo Blum noch einmal seiner Familie begegnete, und reiste über Breslau weiter nach Wien.

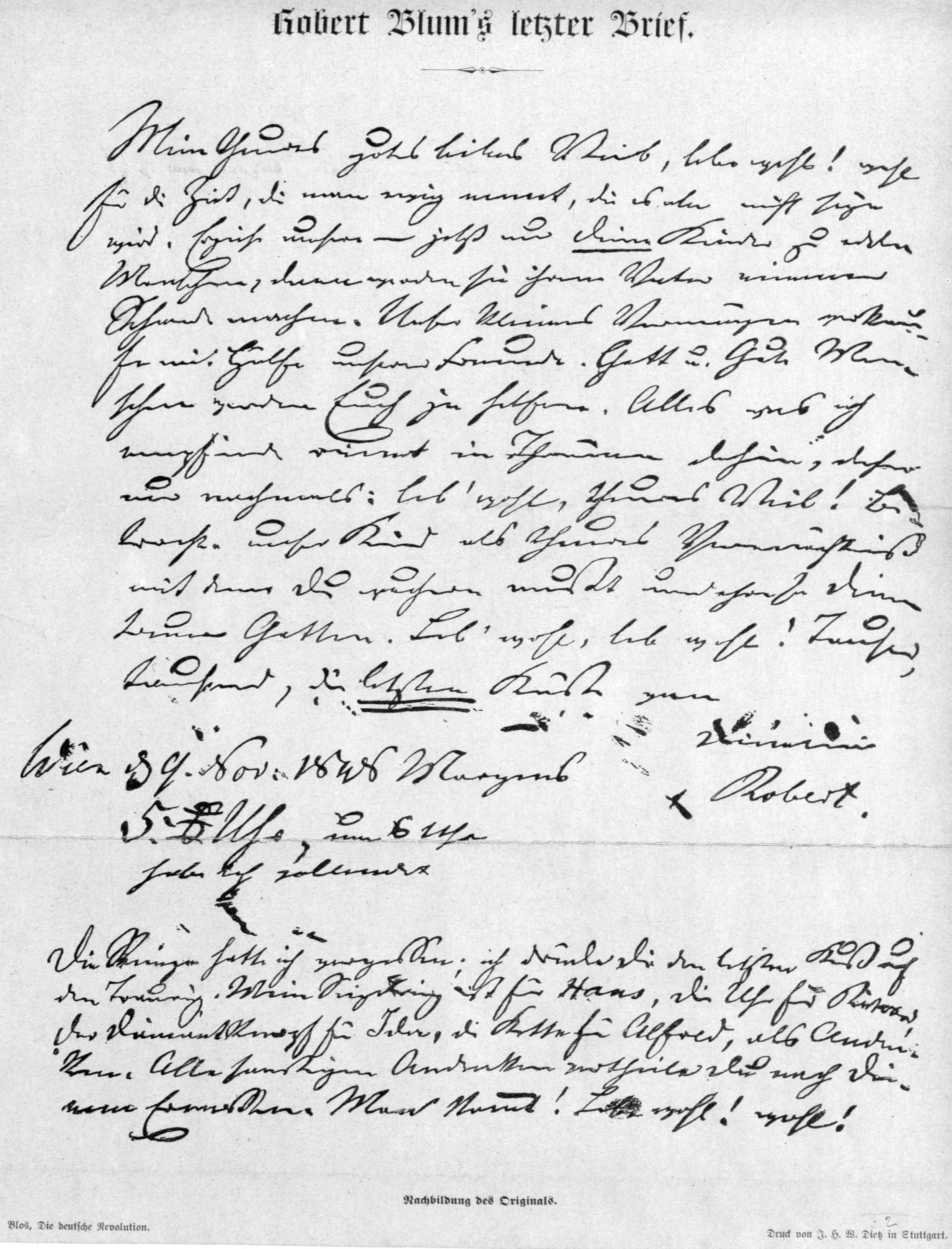
Sein letzter Brief ging an seine Frau Jenny am 9. November 1848

Blum trat im Wiener Gemeinderat, dem er die Grußbotschaft am 17. Oktober überbrachte, im Reichstagsausschuss und im Studentenausschuss auf. Dort hielt er am 23. Oktober eine vielbeachtete Rede über die Bedeutung des revolutionären Kampfes in Wien. Durch seine radikale Wortwahl schockierte er das Wiener Bürgertum. In Frankfurt sonderte sich unterdessen ein rechter Flügel von der demokratischen Fraktion ab, welcher Blums Reise missbilligte. Am 25. Oktober trat Blum mit Fröbel in das Elitekorps ein und nahm als Kommandeur der ersten Kompanie an der militärischen Verteidigung des revolutionären Wien teil. Am 26. Oktober kämpfte er an der Sophienbrücke und wollte am darauf folgenden Tag sogar einen Ausfall unternehmen, war aber gezwungen, ihn mangels Nachschubs zu unterlassen. Am 27. Oktober beteiligte sich Blum an den Auseinandersetzungen an der Nußdorfer Linie im Norden Wiens.
Am 28. Oktober gab Alfred I. zu Windisch-Graetz, der Oberbefehlshaber der kaiserlichen Truppen, den Befehl zum Sturm auf Wien. Am 31. Oktober wurde die Innenstadt beschossen, schließlich besetzten am 1. November die kaiserlichen Truppen die Stadt. Nach dem Fall Wiens bereiteten die Abgeordneten ihre Ausreise vor. Am 4. November wurden Blum und Fröbel im Gasthof zur Stadt London auf Anweisung des Chefs der Centralkommission verhaftet. Daraufhin richtete der sächsische Minister Ludwig von der Pfordten ein Schreiben an den Botschafter in Wien, in dem er diesen anwies, Blum als sächsischen Staatsbürger zu unterstützen. In Frankfurt, wo man am 9. November von der Verhaftung erfuhr, sandte der Reichsjustizminister zwei Kommissare zum österreichischen Hof nach Olmütz, die die Abberufung Windisch-Graetz’ fordern sollten.
Blum selbst schrieb an seine Frau:
„… Ich werde unfreiwillig hier zurückgehalten. Denke Dir indes nichts Schreckliches, wir werden sehr gut behandelt. Allein die große Menge der Verhafteten kann die Entscheidung wohl etwas hinausschieben. …“
Am Tag nach ihrer Inhaftierung im Gefängnis im Stabsstockhaus beim Neutor schrieben Blum und Fröbel an Gagern und baten um Schutz, der ihnen aufgrund der kurz zuvor beschlossenen Abgeordnetenimmunität zustand. Ebenso forderten sie von der Centralkommission ihre Entlassung aus der Haft. Windisch-Graetz wollte die Abgeordneten daraufhin ausweisen lassen. Sein Schwager, der Feldmarschall Felix zu Schwarzenberg, antwortete ihm auf seine Anfrage hin, nach einer Denunziation Blums als gefährlicher Anarchist durch den früheren Generalkonsul in Leipzig, Alexander von Hübner, dass Blum seiner Meinung nach alles verdiene. Am Abend des 8. November wurde Blum, möglicherweise infolge einer Bespitzelung im Gefängnis, in einem zweistündigen Prozess wegen aufrührerischer Reden und Teilnahme an der Verteidigung Wiens zum Tode durch den Strang verurteilt. In Ermangelung eines ‚Freimannes‘, also eines Henkers, wurde das Urteil durch „Erschießen mit Pulver und Blei“ vollzogen.
Nach seiner Verurteilung schrieb er seiner Frau am 9. November 1848 einen letzten Brief:
„Mein teures, gutes, liebes Weib, lebe wohl, wohl für die Zeit, die man ewig nennt, die es aber nicht sein wird. Erziehe unsere – jetzt nur Deine Kinder zu edlen Menschen, dann werden sie ihrem Vater nimmer Schande machen. Unser kleines Vermögen verkaufe mit Hilfe unserer Freunde. Gott und gute Menschen werden Euch ja helfen. Alles, was ich empfinde, rinnt in Tränen dahin, daher nochmals: leb wohl, teures Weib! Betrachte unsere Kinder als teures Vermächtnis, mit dem Du wuchern mußt, und ehre so Deinen treuen Gatten. Leb wohl, leb wohl! Tausend, tausend, die letzten Küsse von Deinem Robert. Wien d 9. Nov. 1848 Morgens 5 Uhr, um 6 Uhr habe ich vollendet. Die Ringe habe ich vergessen; ich drücke Dir den letzten Kuß auf den Trauring. Mein Siegelring ist für Hans, die Uhr für Richard, der Diamantknopf für Ida, die Kette für Alfred als Andenken. Alle sonstigen Andenken verteile Du nach Deinem Ermessen. Man kommt! Lebe wohl! Wohl!“
Blum wurde am 9. November um 7:30 Uhr einen Tag vor seinem 41. Geburtstag beim Jägerhaus in der Brigittenau erschossen. Seine letzten Worte, die er am Richtplatz sagte, waren: »Ich sterbe für die deutsche Freiheit, für die ich gekämpft. Möge das Vaterland meiner eingedenk sein.« In der Nähe dieses Jägerhauses wurde im Jahr 1919 die Robert-Blum-Gasse nach ihm benannt. Das Gemälde von Carl Steffeck mit diesem Sujet wurde sehr bekannt. Auf ihm lehnt Blum entsprechend den historischen Tatsachen Augenbinde und Priestergebet ab. Blum wurde in den Schachtgräbern des Währinger Friedhofs begraben.
Die Nationalversammlung erlangte am 14. November Kunde vom Tod Blums. Sie beschloss bald darauf, dass das Gesamt-Reichsministerium „Maßregeln zu treffen“ habe, „um die unmittelbaren und mittelbaren Schuldtragenden zur Verantwortung und Strafe zu ziehen“. Weitergehende Forderungen demokratischer Abgeordneter fanden keine Mehrheit.

## Rezeption

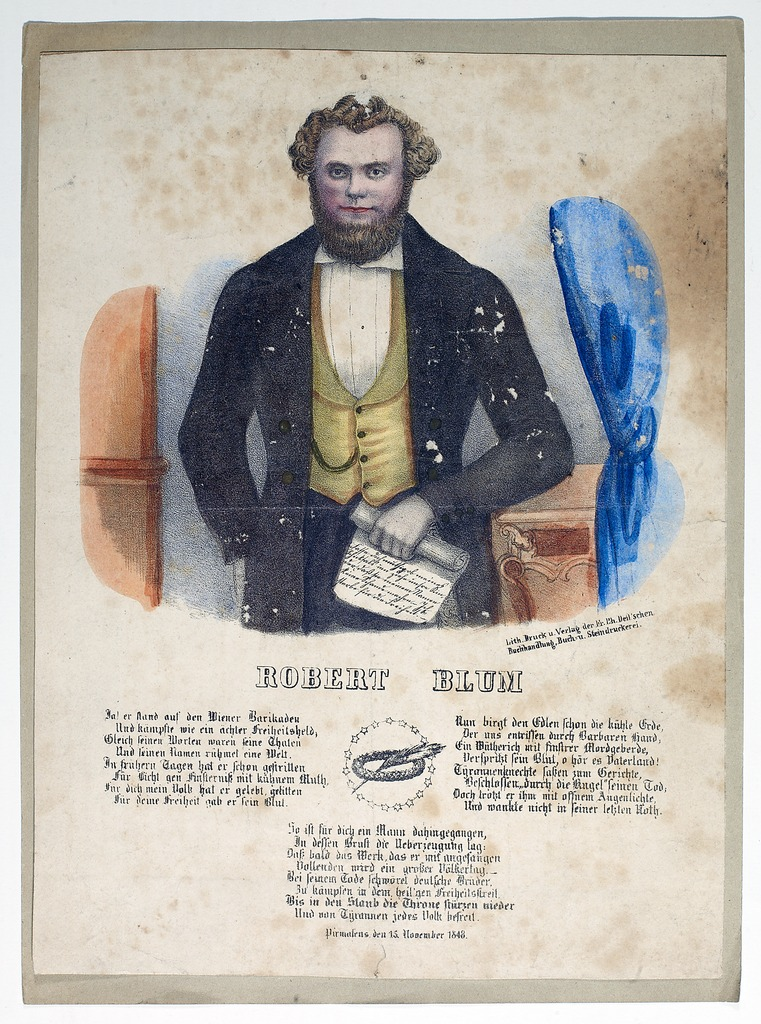
Porträt Robert Blums mit Gedicht, datiert vom 15. November 1848

### Gedenken
Als Blums Tod allgemein bekannt wurde, ging ein Sturm der Entrüstung durch Deutschland, welcher der revolutionären Bewegung neue Kraft zuführte. An zahlreichen Orten fanden Trauerveranstaltungen statt, insbesondere in Mainz, Köln und Leipzig, wo der Vaterlandsverein Gedenkversammlungen initiierte. Für Blums Familie wurden bis zu 11.000 Gulden Spendengelder gesammelt. Blum war, auch aufgrund seiner Herkunft aus den unteren Schichten, schon zu Lebzeiten sehr beliebt. Eine erste, vielkritisierte Biographie schrieb Blums Sohn Hans. Er beurteilte das Handeln seines Vaters oft negativ, was Wilhelm Liebknecht zu einer Gegendarstellung in einer eigenen Blum-Biographie veranlasste. Für die junge Arbeiterbewegung in Deutschland wurde Blum zu einer ihrer Leitfiguren, wobei er von kommunistischer Seite oft wegen seiner konstitutionell-parlamentarischen Bemühungen angegriffen wurde. Seine wahre Erfüllung, im Sinne des seiner Klasse bewussten Proletariers, habe Blum erst mit seinem Tod gefunden. Die ersten Biographien der Reaktion beurteilten Blum als Aufrührer. 1849 veröffentlichte Julius Fröbel Briefe über die Wiener Oktober-Revolution mit Notizen über die letzten Tage Robert Blum’s.
Die Erinnerung an Blum blieb während des 19. Jahrhunderts im Gedächtnis der Massen präsent, wurde jedoch zu Anfang des 20. von anderen Revolutionsopfern zunehmend in den Hintergrund gedrängt. Nur die Redensart „Erschossen wie Robert Blum“ (für „sehr erschöpft sein“) hielt sich noch lange, oft im Munde von Leuten, die von „Robert Blum“ gar nichts mehr wussten. Zum 100. Todestag, der zeitlich ein Jahr vor der Entstehung der beiden deutschen Staaten begangen wurde, setzte erneut ein Erinnerungsprozess ein. Blum wurde für beide deutsche Staaten als demokratische Identifikationsfigur, woran nach dem Nationalsozialismus Bedarf herrschte, zunehmend wichtig (so in der DDR in den 1970er Jahren). Parallel zum 200. Geburtstag fand Blum in jüngster Zeit wieder Interesse (Blum-Ausstellung 2006). 2018 wurde der Lebensweg Robert Blums in dem Roman Gott der Barbaren von Stephan Thome aufgegriffen.
Blum ging als Märtyrer in die Geschichte ein, wodurch seine politischen Leistungen freilich in den Hintergrund gedrängt wurden. Durch die Hinrichtung Robert Blums am Jahrestag des 18. Brumaire 1799 setzte die österreichische Regierung das Zeichen für den Beginn der bonapartistischen Phase der Fürstenherrschaft in Europa, wenige Wochen vor der Wahl Napoleon III. zum Präsidenten in Frankreich. Sein Tod markierte zugleich das Ende des konstitutionellen Abschnitts der Märzerhebung und war Ausdruck des Ausscheidens Österreich-Ungarns aus dem geplanten deutschen Nationalstaat.
Im Frankfurter Ostend ist eine kurze Straße im sogenannten „Demokratenviertel“ nach Robert Blum benannt. Im Kölner Stadtbezirk Lindenthal wurde zum Andenken eine Straße nach Robert Blum benannt. Auch in anderen Städten (zum Beispiel in Annaberg-Buchholz, Bremerhaven, Gotha, Gera, Leipzig-Schönefeld, Leverkusen und Münster) gibt es Straßen, die nach ihm benannt sind (siehe Robert-Blum-Straße).
Im Juli 2019 wurde in Nürnberg das „Humanistische Studienwerk – Robert Blum“ als erstes humanistisches Studienwerk in Deutschland gegründet.
Am 9. November 2020 wurde im Berliner Schloss Bellevue, dem Amtssitz des deutschen Bundespräsidenten, ein Saal nach ihm benannt.

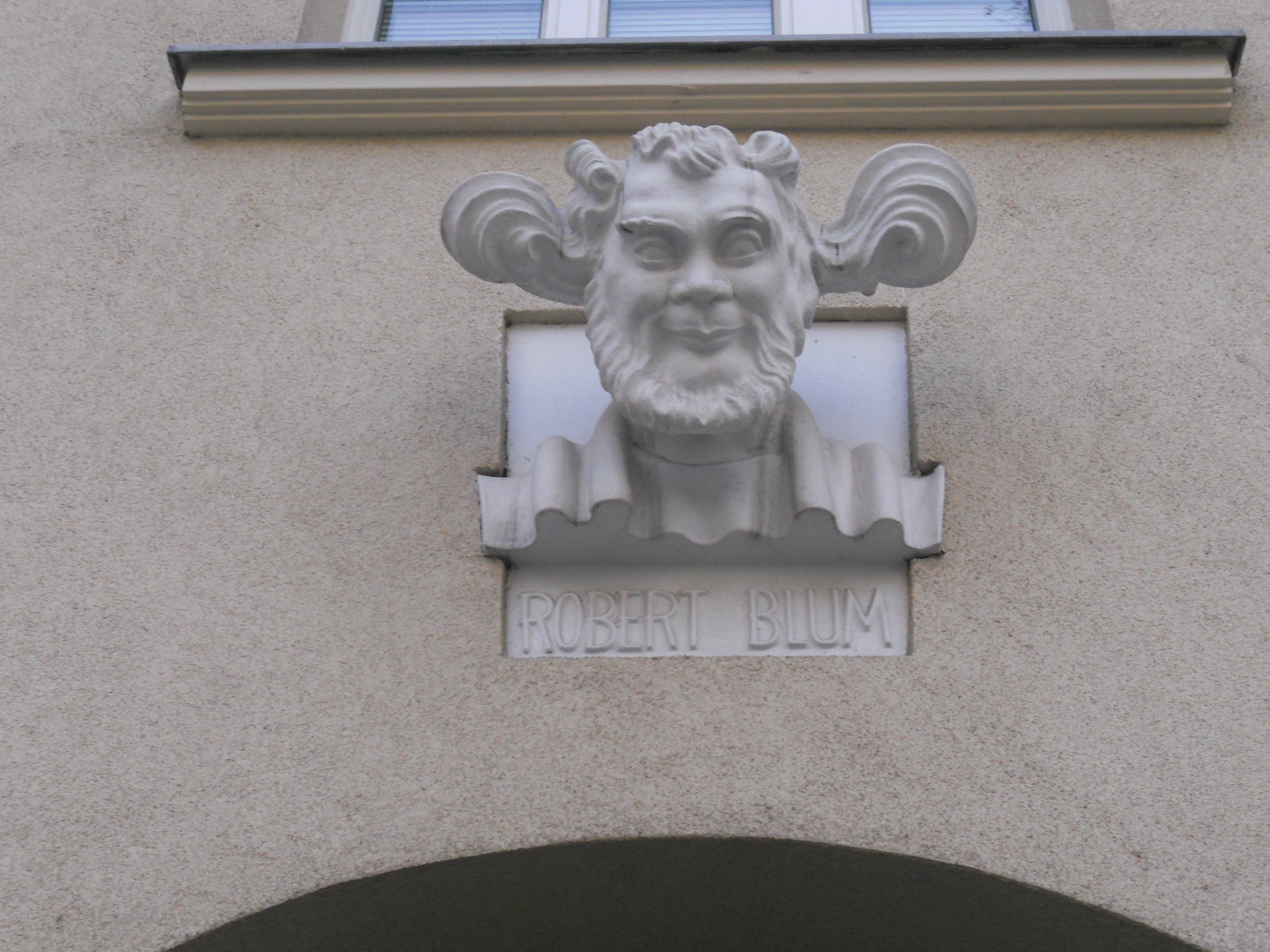
Büste Blums auf dem Robert-Blum-Hof, einem Gemeindebau in Wien-Brigittenau
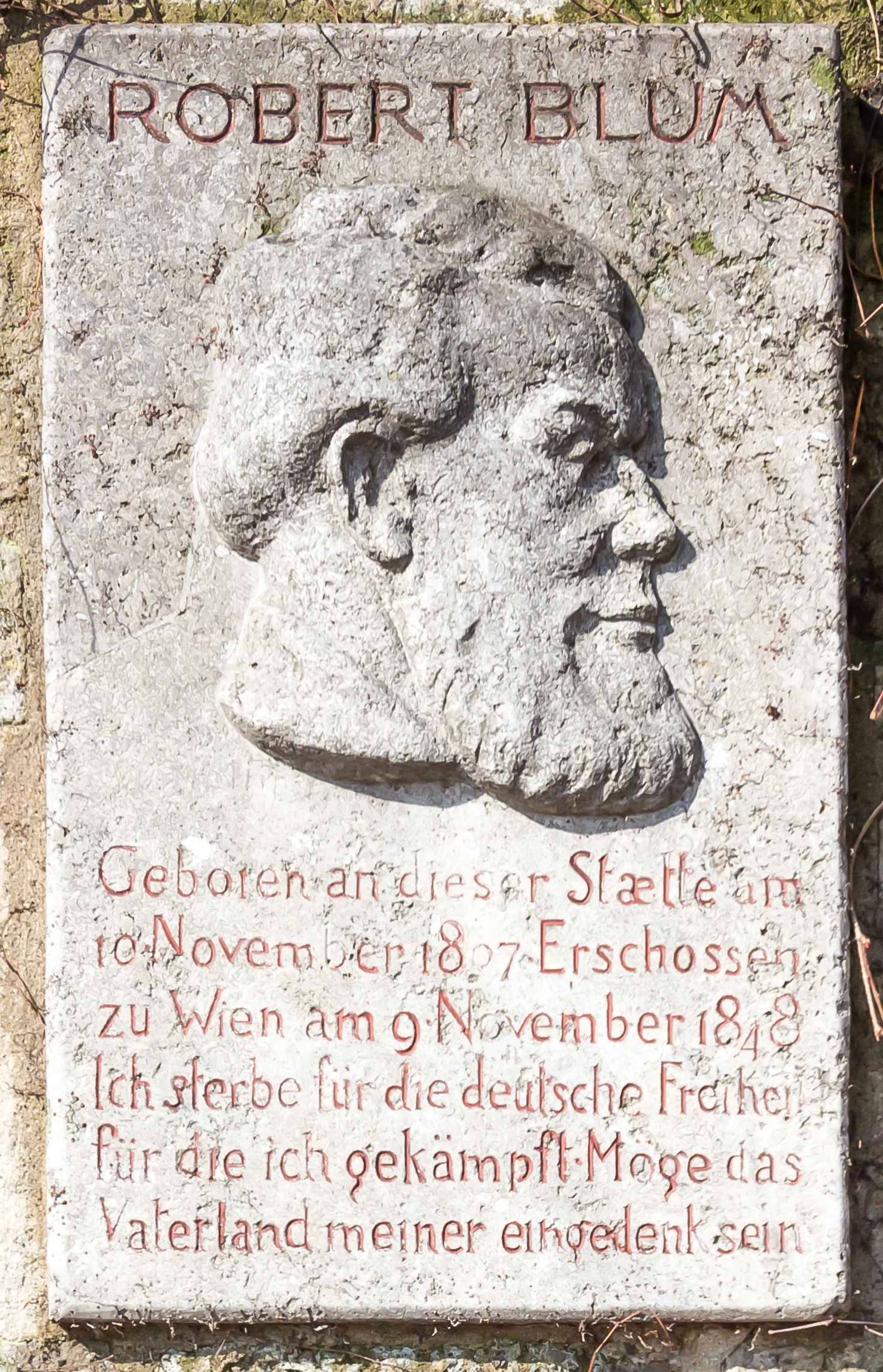
Gedenktafel am Fischmarkt in Köln, der Geburtsstätte von Robert Blum
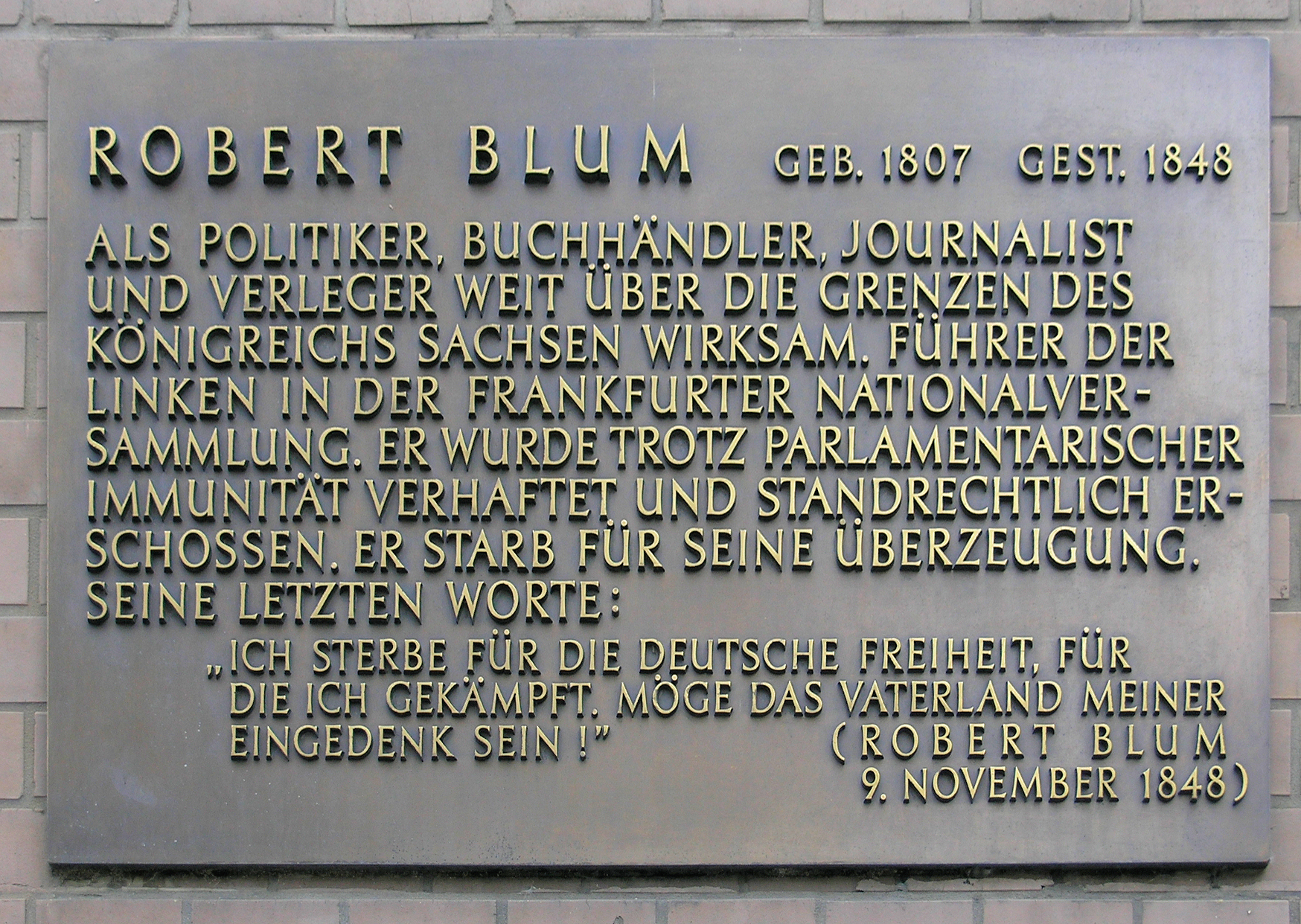
Gedenktafel am Robert-Blum-Gymnasium in der Kolonnenstraße 21 in Berlin-Schöneberg
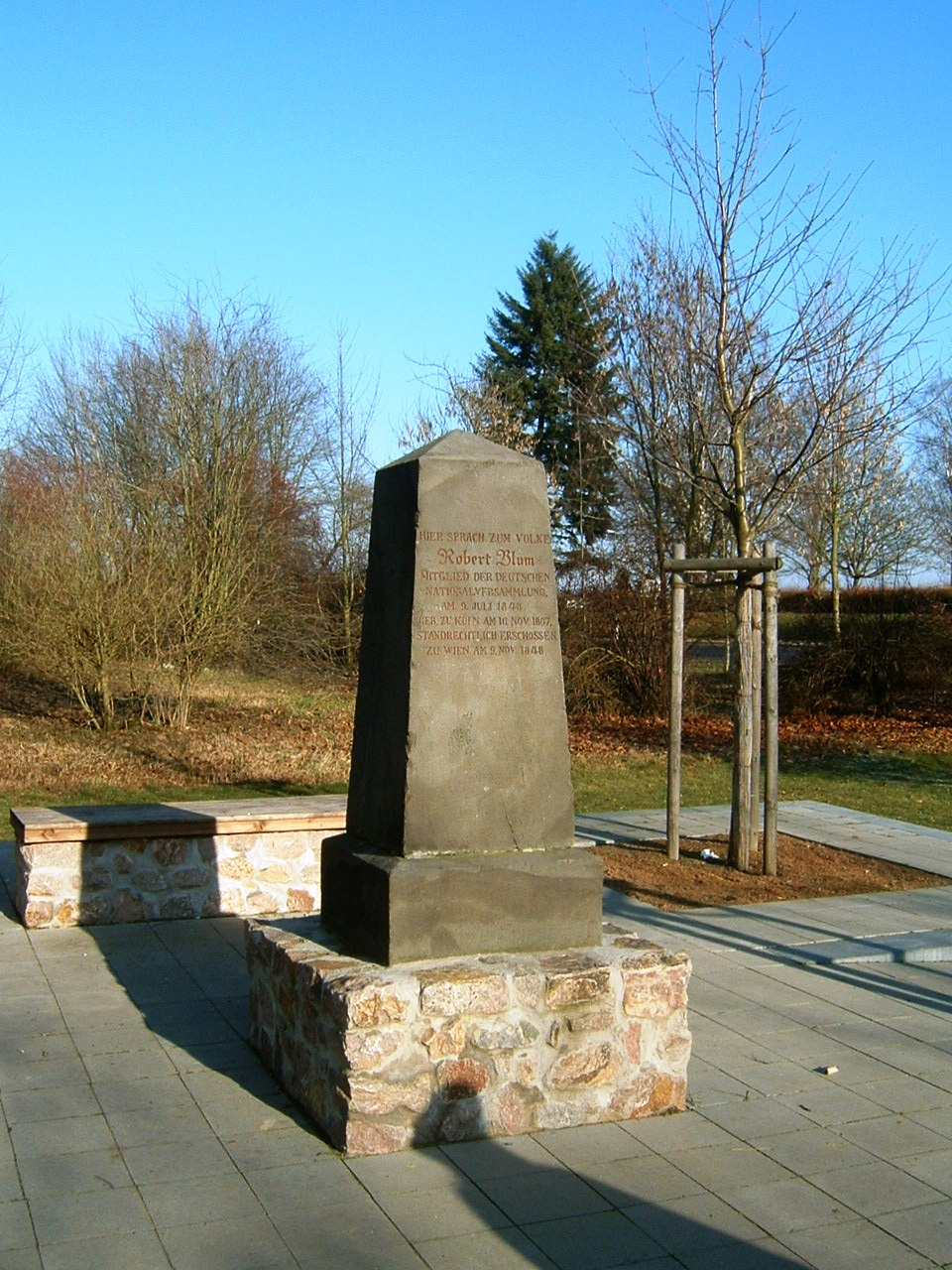
Gedenkstein anlässlich einer Wiesenrede Blums in Petterweil
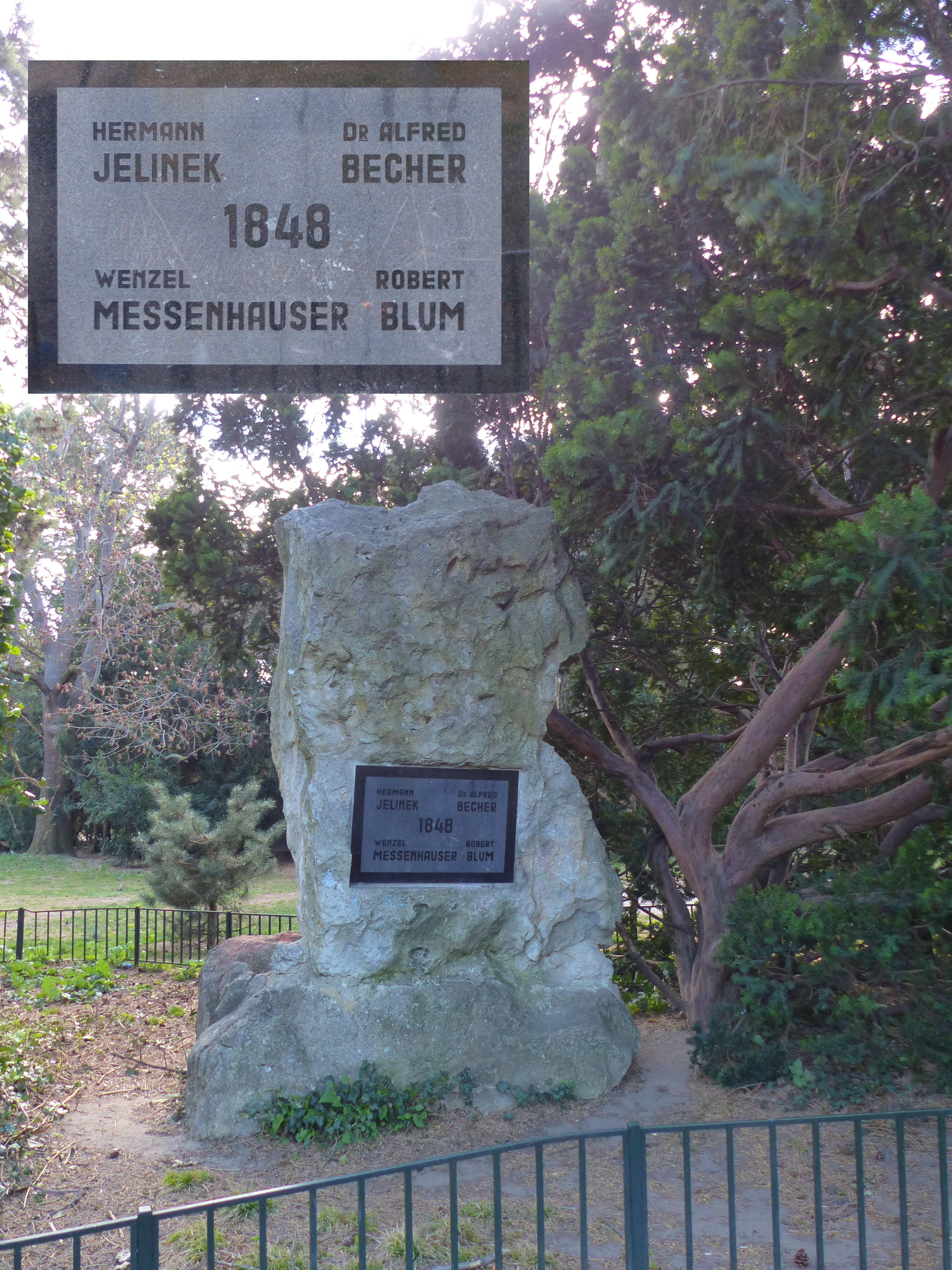
Denkmal im Andenken an Hermann Jelinek, Alfred Becher, Wenzel Messenhauser und Robert Blum im Währinger Park

### Blum-Kult
Das Schicksal Blums wurde in zahlreichen literarischen Werken beschrieben, wie im Robert-Blum-Lied (Volksweise 1848), im Gedicht Blum von Ferdinand Freiligrath oder im Lied vom Robert Blum von Wilhelm Stade, 1848. Der christliche Mystiker Jakob Lorber versuchte in dem Buch Von der Hölle zum Himmel (Robert Blum) eine Ausdeutung der seelisch-geistigen Entwicklung Robert Blums. Eine Freischar aus der Pfalz und Baden nannte sich Robert-Blum-Legion. Weite Verbreitung fanden auch Blums letzte Briefe, insbesondere der Abschiedsbrief an seine Frau. Diese gelangten sogar in den USA zu Berühmtheit. Hauptsächlich im Rheinland und in Sachsen waren Blum-Porträts in den Wohnungen anzutreffen. Ebenso fanden sich Blum-Bilder auf Tassen, Broschen, Postkarten und ähnlichen Kleinodien. 1907 wurde auch eine Gedenkmünze zum hundertsten Geburtstag herausgegeben.
Der Komponist Albert Dietrich, ein Freund Robert und Clara Schumanns, komponierte 1849 Robert Blum’s Tod nach einem Gedicht von Julius Kell für vierstimmigen Männergesang. Das Lied Was zieht dort zur Brigittenau? von Adolf Stahr nach einer traditionellen Melodie, das die Bedeutung des Todes Robert Blums thematisiert, wurde von der Musikgruppe Ougenweide für die 13-teilige Fernsehserie Dokumente Deutschen Daseins (Regie: Gerd Zenkel, 1978) neu interpretiert und erschien auf dem Album Frÿheit.
Im Andenken an Robert Blum entstand 1856 in Leipzig ein Kreis fortschrittlicher Demokraten, die einen sogenannten Verbrechertisch ins Leben riefen, da sie großenteils zu Festungshaft verurteilt worden waren. Der Tisch ist im Stadtgeschichtlichen Museum Leipzig zu besichtigen.

### Philatelistisches
Mit dem Ersttag 2. November 2021 gab die Deutsche Post AG in der Serie Aufrechte Demokraten ein Postwertzeichen im Nennwert von 80 ct heraus. Der Entwurf stammt von den Grafikern Annette le Fort und André Heers aus Berlin.

### Robert-Blum-Preise
- Der Bund Freireligiöser Gemeinden Deutschlands (BFGD) vergibt seit 2001 einen Robert-Blum-Preis, der mit 1.500 Euro dotiert ist.[70]
- Das Robert-Blum-Gymnasium in der Berliner Kolonnenstraße vergibt einen mit 1000 Euro dotierten „Blum-Preis“.[71]
- Die Stadt Leipzig vergibt seit 2024 alle zwei Jahre den Robert-Blum-Preis für Demokratie. Der Preis ist mit 25.000 Euro dotiert, die Schirmherrschaft wurde von Bundespräsident Frank-Walter Steinmeier übernommen. Die erste Preisträgerin ist die moldauische Präsidentin Maia Sandu.[72]

## Werkausgaben
- Politische Schriften. 6 Bände, hrsg. von Sander L. Gilman, 1843–1879 DNB 550574697 (Nachdruck: KTO-Press, Nendeln 1979).
- Ausgewählte Reden und Schriften, hrsg. von Hermann Nebel, 10 Bände, Leipzig 1879–1881 (Nachdruck: Fink, Leipzig 1979).
- Briefe und Dokumente, hrsg. von Siegfried Schmidt. Verlag Philipp Reclam jun., Leipzig 1981 (RUB 865).